# からくりサーカスの登場人物
からくりサーカスの登場人物（からくりサーカスのとうじょうじんぶつ）は、藤田和日郎の少年漫画作品『からくりサーカス』に登場する人物の一覧である。
声の項は特別記載がない限りテレビアニメ版の声優。演の項は舞台版の俳優で、特筆がなければ2012年・2019年のそれぞれ第1弾・第2弾共通のキャスト。

## 主人公
才賀 勝（さいが まさる）
声 - 植田千尋、観世智顕（青年） / 演 - 林智子（劇団ヘロヘロQカムパニー）（2012年）、深澤大河（2019年）
サーカス編・からくりサーカス編の主人公。11歳。
背丈は小学5年生（後に6年生となる）にしては小柄。父親の死に際し、遺言により莫大な遺産を全て相続したことから、腹違いの兄弟から遺産目当てに命を狙われる羽目となり、祖父（才賀正二）に言われたとおり「あるるかん」の入ったトランクを持って逃げていた時に「加藤鳴海」「しろがね（エレオノール）」と出会う。作品開始当初は内向的で気弱ないじめられっ子そのものだったが、逃げてばかりの自分と決別する覚悟を決め、運命と闘う選択をする。序盤で「ダクダミイ」によって負った傷が残っており、それを見たクラスメイトなどは彼の変化に動揺を隠せなかった。
実は、彼自身はフェイスレス＝才賀貞義の野望「永遠の命」の計画のために用意されたスペアの肉体であった。年齢によって衰えるフェイスレスに肉体を提供するのみの存在として特別教育クラスの中から選出された少年であるため、血縁関係は全く無い。回想の中でのみ母親が登場しており顔立ちは勝と酷似している。
旅の中ギイと出会い、自身の存在の意義と秘密、そしてしろがねとフェイスレスを中心とした全ての真実を知ることとなる。フェイスレスの記憶を転送（ダウンロード）されかけた事により、その技術の一部をある程度自らのスキルとして引き継いでいる。また、サーカス編中盤で祖父である才賀正二の記憶と経験を生命の水によって受け継いでおり、正二が得意とした剣術を得手としたほか、貞義が残した人形三体を操り、真夜中のサーカスの幹部勢にすら引けを取らない強さを発揮。全ての因縁と宿命を知った彼は正二の記憶、そして「しろがね（＝エレオノール）を護る」という想いを受け継ぎ、自らの意志で戦う事を決意。闘いの過程で再度フェイスレスに記憶や人格をダウンロードされるが、自らの意思と体内に残ったエレオノールの血液（に含まれる生命の水）によって体内のフェイスレスの人格を消滅させた。
彼自身の資質として一度見たものは忘れることなく記憶し、目にした動作を忠実に真似ることが出来るという特技を持つ。それにより才能ある者が10年近い英才教育を受けた上で初めて可能となる（しろがねすら例外ではない）人形操りを初見で再現し、後にギイによる短期間の修行で完璧に体得した。主に使用した懸糸傀儡は「ジャック・オー・ランターン」。
終盤、スペースシャトルの防衛戦では、鳴海に背中を預けさせる程にまで成長。出会った頃の鳴海自身が言ったように彼を超える男へと成長した勝は、最後の戦いに臨む。白金の記憶を転送された影響もあり、しろがね(エレオノール)を女性として愛するようになっていたが、彼女の幸せを何より願い、自らの名を明かさずに「えんとつそうじ」を名乗って鳴海にしろがねを託し、自身はアポリオンの止め方をフェイスレスから聞き出すべく、グリュポンらと宇宙へ飛び立つ。
物語の完結後は心身共に立派な青年へと成長を遂げている。相続した莫大な遺産の残りはすべて寄付したとのこと。武道を体得したらしい描写も見せており、用心棒4人を一撃でKOするほど腕っ節も強くなっていた。作中高純度の『生命の水』を飲んではいるが、しろがね化した描写はなかった。最後はかつての鳴海のように世界を渡り歩いている最中、何者かに追われている少年少女を助け、新たな運命（サーカス）に飛び込むところで終わる。
加藤 鳴海（かとう なるみ）
声 - 小山力也 / 演 - 吉久直志（2012年）、滝川広大（2019年）
からくり編の主人公。
中国武術（形意拳）の使い手。直情的な熱血漢。9月生まれの19歳だが、老けて見られることが多く、スティーブ・ロッケンフィールドには年齢を聞くまで28歳くらいかと思われ、ノリやヒロからも「とても19歳には見えない」と言われている。人を笑わせないと生きていけない「ゾナハ病」に罹っていた。彼の祖父は人を笑わせるのが上手かったらしいが、鳴海自身は全くもって人を笑わせることに向いていない。そのため、作品連載当初は無理に人を笑わせようとして空回りする姿が度々滑稽に描かれた。
かつては勝同様に気弱な性格で、母親が第2子を妊娠、兄となる自覚から「強くなりたい」と拳法を習い始めたが、結局は流産、以後の妊娠も望めぬ体となったことで絶望を覚えたものの、師匠の言葉でどこかに生まれ変わったであろう弟妹のために拳法を続ける決意を固め、現在に至る。それゆえ子供たちに対する愛情は深い。
才賀善治に誘拐された勝をエレオノールと共に助け、左腕を遺して行方不明となる。その際、部分的な記憶喪失に罹り、ゾナハ病患者になって日本に帰国してから左腕を失うまでの記憶を失う。その後、「しろがね」のギイに命を救われ、不死の霊薬・生命の水を飲み「しろがね」になる。左腕の義手として「あるるかん」の腕を付け、ゾナハ病をばら撒き人々を苦しめる自動人形と壮絶な戦いを繰り広げる。
戦いでは前述の武術（自動人形の弱点である「気」を扱うため、ギイが彼をスカウトしたのもこれが要因）に加え、あるるかんの腕に折り畳まれている聖ジョルジュの剣による白兵戦を行う。マリオネットを使わない戦いぶりは、「しろがね」だけでなく、敵陣の自動人形たちにも話題にされた。
はじめてレイ疫病研究所に訪れた際に、ゾナハ病に苦しむ子供たちを目にし、自動人形に対する憎悪が頂点に達する。怒りから来る圧倒的な強さで、しろがねでも本来動けなくなるはずの多大な負傷をおわされながらも全くひるむことなくパウルマン一味を破り、自動人形にとっての「悪魔」と表現される。その後、物語後半ではルシールから受け取った白銀のアイマスク状の仮面をつけ、自身を「悪魔（デモン）」と皮肉ることもあった。
「しろがね」となった後も、爆発的な感情を持ち合わせた性格は変わらず、ルシールに「しろがねらしくない」と評される。しかしルシールは「鳴海に使った最後の生命の水は、クローグ村の井戸の底にあったので、一番濃い白銀の記憶がやどっているのでは」と推測していた。それが起因か、中国の白銀、白金たちの故郷に辿り着くと、白銀の記憶に支配され彼の記憶を追体験、物語に関わる重要な事実を知ることとなる。
「しろがね」と自動人形の最終決戦では、他の「しろがね」たちの仲間に対する冷酷さや非情さに惑わされながらも自分の生き方を貫く。その行動と言葉は「最古のしろがね」であるルシールを始め、ロッケンフィールド、ダール、ティンババティ、トーア、ドミートリィ、リィナら「しろがね」たちの考え方や生き方に大きな影響を与える。最終決戦において重傷を負い、先に失った左腕に加えて、両足と右腕を失うという事態に陥るが、トーアとロッケンフィールドの治療によって一命をとりとめ、仲間の「しろがね」のマリオネットのパーツを移植して蘇生。サイボーグ状の（しろがね-Oに近い）身体となった。なお、後に出会うフウから生身に近い精巧な人工筋肉との交換を提案されたが、死去した仲間の絆であるため、処置は敢えて寸法調節に留めた。
激しい怒りを感じると、常識が通用しない圧倒的な強さを発揮する。パウルマンなどとの戦いでは致命傷としか思えない深手と多大な流血にもひるまずに戦い続け、サハラ最後のアルレッキーノとの戦いでは、炎を全身に浴びせられたにもかかわらず全く傷つく様子がなかった。
その後、フウの推測により、エレオノールをフランシーヌ人形の生まれ変わりと思い込み、憎むようになる。そのため、記憶を取り戻した影響もあり、心底では以前と共通してエレオノールを愛しながらも、再会した時からずっと冷酷な態度をとっていたが、最終章での勝の啖呵により、自分の中の葛藤に決着を付け、彼女と和解し告白した。
物語の完結後はエレオノールと共に二人だけのサーカスとして世界を回っている姿が描かれている。四肢の内、左腕だけはかつて勝が英良に依頼して冷凍保存されていたため、生身に戻ることができた。
生来はかなりの不器用らしく、「しろがね」となった直後に、ギイにリハビリを兼ねて覚えるよう指示されたジャグリングでは子供にすら馬鹿にされる腕前を披露しており、また得手の拳法でも回想では、教わった事を何度も反復する事で身に着けていった様子が描かれている。
才賀 エレオノール（さいが エレオノール） / 才賀 しろがね（さいが しろがね）〈偽名〉
声 - 林原めぐみ / 横山智佐（サンデーCM劇場） / 演 - 森澤碧音（DancecompanyMKMDC）（2012年）、大西桃香（AKB48）・飯田里穂（2019年・※ダブルキャスト）
本作のメインヒロイン。
懸糸傀儡（マリオネット）「あるるかん」を操る美女。通称「しろがね」。肉体年齢は18歳。長い間サーカスで暮らしてきた。才賀正二の命により勝を守護する。勝を「お坊ちゃま」と呼び、時に優しく、時に厳しく家族として接するが、若干過保護な部分もある。特に勝が行方不明、彼に拒絶されるとしどろもどろになって何もできなくなる。
実は才賀正二と才賀アンジェリーナの一人娘であるが、実の両親の存在を知らないまま、幼少時からルシール・ベルヌイユらに人形繰りを教えられ、ギイ・クリストフ・レッシュに伴われ「自動人形」との戦いに明け暮れた。ただ芸をする人形のように生きてきており、心から笑ったことはない。しかし鳴海や勝との出会いにより人間的な感情を表していく。
体内に「柔らかい石」を宿すが、結果的には心臓と一体化していて取り出せない状態である。そのため幼少時に「しろがね」達や自動人形から身を守るために死んだことにされ、才賀正二とギイの手によって地下に幽閉（隔離）される。その後、自身の幸せを守れるように戦う術を身につけるため、ギイに連れられ「しろがね」となった。
フランシーヌ人形とフランシーヌ（オリジナル）の髪が溶けた生命の水を飲んだことによって、両者の記憶の一部を持っている（たとえば、フランシーヌが捕らわれていた際の記憶により、暗く囲まれた所が苦手）。しかしそのことによって、再会した鳴海からはフランシーヌ人形の生まれ変わりだと思われた。それに加えて、自動人形のパンタローネとアルレッキーノを従えていること、世界中にゾナハ病が広まった原因がフェイスレスが彼女を狙ったためであることから、ローレンシュタイン公国にいる生き残りの人々からも冷遇されるが、怪我人の手当てをしたり、浄水施設の水に自分の生命の水入りの血液を毎晩大量に入れたりと、献身的に行動していた。ハーレクインとの戦いの後、鳴海に告白され、その時初めて心から笑うことができた。
物語の完結後は加藤鳴海と共に二人だけのサーカスとして世界を回っている姿が描かれている。

## 準レギュラーキャラクター
ギイ・クリストフ・レッシュ
声 - 佐々木望 / 演 - 金澤洋之（劇団熱血天使）（2012年）、越智友己（2019年）
「200体破壊者」や「オリンピアの恋人」の異名を取る伝説的な「しろがね」。肉体年齢は34歳。鳴海を「しろがね」にしたほか、幼少のエレオノールを育てた「先生」であり、明治以降の物語の鍵を握る重要人物の一人。
容姿端麗でクールな美青年。しばしばシェイクスピアの言葉を引用する癖がある。キザで冷徹だが、一方で極度のマザコンであり、ママン（母）の写真が入ったペンダントを奪われると幼児退行するなどの弱点がある。鳴海が中国武術によって生身でも自動人形と戦えることに目をつけ、軽井沢別荘の戦いで死んだと思われていた彼を密かに助け出し、「しろがね」にする。最初はからくり編の主要人物として鳴海と行動を共にするが、一瞬のからくりサーカス編を経て、次はサーカス編の主要人物として勝やエレオノールと行動をともにすることとなる（このため両編の合流以前に両方に登場している数少ない人物である）。実はフランシーヌ人形やエレオノールの真実を知っていた人物であり、正二とも深い信頼関係があった。
その異名通り「しろがね」の中でも高い人形繰りの腕前と戦闘能力を持ち、自動人形たちからもその存在をよく知られている。愛するママンのデスマスクから顔造形を作ったという懸糸傀儡「オリンピア」を武器とし、エレオノールの先生として彼女が使う「戦いのアート」の他、「聖母の抱擁」、「破壊輪舞曲」といった技も用いる。
約100年前、ゾナハ病を患って母に捨てられ絶望していたところ、マリーによって「しろがね」となる。キュベロンでの修行後、最初の任務としてアンジェリーナの「柔らかい石」を、産まれてくる彼女の子に移植しキュベロンへ持ち帰る命令を受け、日本の黒賀村へとやってくる。腹の中の子を守ると同時に、敵である自分にすら情けをかけようとするアンジェリーナに母性を感じ取り、以降、彼女を第二の母として慕うようになる（よってギイのいうママンとは実母ではなくアンジェリーナのことを指す）。その後、フランシーヌ人形と共に、産まれてきたエレオノールに愛情をかけ、穏やかな日々を過ごすが、黒賀村を自動人形が襲撃した際に、自分を庇ってアンジェリーナが死に、エレオノールは母の意に反して「しろがね」となる不幸に見舞われる（この時、一人で200体の人形を破壊したことが、異名「200体破壊者」の由来となる）。そして正二と示し合わせてエレオノールに幸福な人生を与える計画を立て、幼少の彼女を先生として連れて世界を旅し、キュベロンに預けた。軽井沢で鳴海を助けた真の理由も、エレオノールが彼に恋心を抱いたことだと、最終盤に明かされる。
物語の現在時間軸ではからくり編の序盤より登場し、勝編で亡くなったと思われていた鳴海を密かに助け出し、彼を「しろがね」にしていた。彼を「自動人形」との戦いに巻き込み、ゾナハ病や真夜中のサーカスの存在などを明らかにしていく。途中でサーカス編の登場人物となり、今度はエレオノールの先生として、彼女や勝と接することとなり、黒賀村でのフェイスレスとの戦闘を経て、「ゲーム」に臨む勝に人形操りの技術を教え込む彼の先生となる。しかし、一連の激闘の中で確実に死期が早まっており、物語後半ではアゴの傷が治らなくなっている、通常時は杖で歩行するなどの症状が現れ始める。さらにフウの勘違いから、エレオノールに激しい憎悪を抱くことになった鳴海への対処も迫られる。エレオノールに手を掛けない事を約束させる為鳴海に決闘を申し込むが、鳴海がエレオノールを特別な女性と想っている事を確信し決闘をとりやめた。
最後のシャトル輸送作戦時には、既に身体の石化が始まっていたがこれを秘匿し、人生最期の戦いへと臨む。エレオノールの幸せを願いつつ、あえて見逃していた内通者である三牛親子の情報を元に攻めてきたカピタン・グラツィアーノ率いる3000体の自動人形を単身で相手にし、最期はトンネルを爆破して3000体の多くを道連れとし、自らは瓦礫に埋もれ、オリンピアに抱き締められるようにして、眠るように息を引き取る。
ルシール・ベルヌイユ
声 - 朴璐美 / 演 - 石神まゆみ（2012年・第1弾）、田中良子（2019年・第1弾）
「最古のしろがね」の一人。通称「先生」。アンジェリーナの母。
黒いドレスを纏った白髪かつ白目で険のある老婆。冷徹かつ無感情に見える人物で、自分や仲間の犠牲も厭わず「自動人形」の破壊を優先し、さらには自動人形の囮にすべく娘アンジェリーナの体内に「やわらかい石」を埋めた過去を持つ。このため、当初は鳴海から怪訝に見られるが、本性は母性に溢れた人物であり、娘アンジェリーナの件も母として強く後悔していたり（さらに後には仲間が独断で行ったことをルシールは後で知ったことが判明する）、ミンシアを陰ながら実娘のように扱い守っていた。かつてのクローグ村の生き残り（「最古のしろがね」）であり、村の惨劇では目の前で息子をドットーレに惨殺された過去を持つ。また、「最古のしろがね」の中でも白銀と直接出会い、最初にしろがねとなった人物であり、以降「自動人形」との長く激しい戦いの人生を送ってきた。老齢により後述の理由から一線を退き、現在は本拠地キュベロンにて新人に傀儡を教えるなどしており、このためしろがねたちから「先生」と呼ばれている。しばしば作中では、しろがね達が「自動人形」たちに激しい敵対心を抱くのは白銀の激しい憎悪の意思に影響されるためと説明されるが、ルシールの場合は息子を殺したドットーレの完全破壊が動機であった。
かつては「懸糸傀儡」を操り、「自動人形」との戦いに身を置いてきた人物だが、老齢のため極限の集中力を要する「懸糸傀儡」は長時間操ることができなくなり、現在はマリーやタニアと共に後進育成を担っている。しかしながら依然として戦闘能力は高く、いざとなれば「しろがね」の肉体能力に基づく剣術（レイピア）や、機関銃を片手で扱うなど、並の人間以上の戦闘力を持つ。
からくり編の最初の章である「男」から登場し、「最古のしろがね」として鳴海にゾナハ病の正体や真夜中のサーカス、またしろがねのことを教える。以降、「やわらかい石」を探すため、鳴海とギイの旅に同行し、時にその長い人生経験に基づく助言を行う。中国で出会ったミンシアにはキツく当たるものの、その本心は自分たちの戦いに巻き込ませないためであり、サハラ決戦では態度は変えないものの、ミンシアがゾナハ病に掛からないように自分の血液を与えるなど、絶えず彼女に気を配る。「最古の四人」との戦いではアンジェリーナ人形で彼らを翻弄した上で、真の標的であったドットーレを完全に破壊すべく、「フランシーヌ人形なんて関係ないと言えば動けるようになる」と唆し、自らを犠牲にしてドットーレに自己否定させて自壊させ、完全な復讐を果たして満足しながら息絶える。また、同時に臨死状態の鳴海の前に現れ、復帰するよう促し、自分は笑顔を見せて物語から退場する。
その血縁上、実はエレオノールの祖母であったことが物語後半で明らかになるが、ルシールがエレオノールを自分の孫だと気づいていたなどの描写はない。
梁 明霞（リャン ミンシア）
声 - 南條愛乃 / 演 - 那可村タカコ（2012年・第1弾）、桜井悠子（2012年・第2弾）
剣峰の娘で、鳴海の姐弟子。女優。
鳴海よりやや年上の直情的で勝ち気な女性。産まれてすぐに母を亡くし、幼少より父から武術を仕込まれるも、父の反対を押し切って夢だった女優となる道を選ぶ。中国武術の発勁によって鳴海と同じく生身で自動人形と戦える稀有な存在であり、父の敵を討つために鳴海に同行し、自動人形との戦いに身を投じる。そしてルシールとの出会いや、鳴海との関係を通して成長していく。鳴海を中国語読みで「ミンハイ」と呼び、逆に鳴海からは「ミンシア姐さん」と呼ばれる（鳴海への恋心を自覚してからは「姐さん」と呼ぶなと注意するが、女心に疎い鳴海は最後まで「姐さん」と呼ぶ）。
中国編で登場し、新進気鋭の女優として香港で活躍する最中、父がゾナハ病を患って失踪したと聞き、実家へ帰ってくる。そこにちょうど、真夜中のサーカスを追ってルシールを伴い同地へやってきた鳴海と再会し、彼が父にゾナハ病をうつしたと誤解して責める。その後、鳴海らと父の生まれ故郷へ向かい、道中でチャイナ・ホーの襲撃を受けるも、父と再会を果たして真相を知る。死を受け入れようとしている父に「生命の水」を飲んで欲しいと懇願するが、偽りの人生に興味は無いとして彼女の目の前で爆死し、心に深い傷を残す。その後、父の敵を討つために鳴海ら一向に無理やり同行し、サハラでの決戦に加わる。新参かつ生身の女性ながらルシールやミッシェル議長に啖呵を切って選抜チームに加わり、「ゲーム」2回戦ではファティマとタッグを組んで自動人形を撃破する活躍を見せる。また、単独行動を取るルシールを捜して無防備に敵地を散策し彼女に怒られるも、本来、無感情なルシールが感情を露わにすることが異例であり、それを見てアルメンドラが笑みを浮かべるなど、彼女らを「人間」に引き戻すような描写が多々ある。そして自分を小娘扱いするルシールに反発しつつも、彼女の在り方を心配し、ルシールもまたミンシアに手を焼きつつも娘のように感じ取っていた。また、今まで弟扱いしていた鳴海に対してもその戦いぶりや、彼に惚れたと公言するファティマを見て、徐々に男として意識していく。
ロッケンフィールドに救われてサハラ決戦から生還した後、女優の道に戻ることを決め、その前に鳴海と恩人であるロッケンフィールドの故郷イギリスを訪れる。そこでフウからまだゾナハ病は解決していないことや、フェイスレスが黒幕であることを聞くも、鳴海と別れ、香港へ帰る。その後、機械仕掛けの神編で、フェイスレスが世界中にゾナハ病蟲を撒いたことで、再びフウの参集を受け（サハラ決戦でルシールの血を飲んだたため、ゾナハ病に抗体がある）、戦いに身を投じる。対抗兵器「ハリー」を守るため、レイ研究所内に向かった際には、ギャンブラー・ジョーンズを倒す活躍を見せるが、その後はブロム・ブロム・ローに腕を切断されるなどの瀕死の重傷を負わされる。
その後、ローエンシュタイン大公国にて療養するが、勘違いや鳴海との関係に対する嫉妬からエレオノールに対する憎しみで見る影もなくやつれてしまう。しかし、エリ公女から、エレオノールの人となりを教えてもらい、彼女に謝罪すると同時に、鳴海を諦める。シャトル輸送作戦には加わらず、エレオノールに鳴海を託す。
最終決戦から6年後のエピローグでは女優として大成し、アカデミー主演女優賞を受賞する。そしてその受賞スピーチにおいて、ルシールを「もう一人の母」と呼び、父と共に感謝の言葉を送る。
阿紫花 英良（あしはな えいりょう）
声 - 櫻井孝宏 / 演 - 北出浩二（team SPITFIRE）（2012年）、健人（2019年）
人形繰りの殺し屋。黒賀村の阿紫花家の長男（養子）。使用する懸糸傀儡は「プルチネルラ」。
黒賀村の出身で、高い人形繰りの技術を持つ男。基本的にロングコートを羽織ったスーツ・ネクタイ姿で黒の革手袋をしており、咥えタバコがトレードマーク。自分の技術を村内の出来事で終わらせてしまうことを嫌い、村を出て殺し屋になったという経緯を持つ。闇社会のプロとして金にがめつく「で、お代はいかほどいただけるんで？」が口癖で、同情や大義では動かないが、逆に金さえ貰えれば契約を遵守しようとする。最初に作中に登場した敵役であり、当初は勝の命を狙うが、後述の経緯で途中から勝に雇われる形となる。後には黒賀村との縁からラローシュに誘われる形でからくり編で再登場し、自動人形との戦いに関わることとなる。また、実はヴィルマ・ソーンとは古くから面識が有り、物語終盤には男女の仲が進展し、もし最終決戦で共に生き残れば結婚する約束をする。
物語には第2話から登場し（名乗りは第8話）、そもそも第1話における敵のリーダーであった。遺産相続争いにおいて勝の兄弟の誰かに雇われ（便宜上「ぶっ殺し組」と称す）、勝を暗殺するべく、しろがねや鳴海と戦うこととなる。ところが、しろがねによって愛機の「プルチネルラ」が破壊された上に勝の叔父・才賀善治が雇った「誘拐組」が勝の拐かしに成功したために、任務を達成すべく今度は鳴海らに近づいて事情を話し、彼らを陽動扱いして善治が籠もる軽井沢の別荘へと攻め込む。別荘での戦いの中盤において脱出した勝より、黒賀村の者たちを同士討ちさせる計画を記した貞義の手記を見せられた上、さらに10億円の契約料を提示され、一転して勝に雇われる形で以降、彼と共闘する。一連の戦いの中で、勝の成長ぶりやポテンシャルに感心し、戦い後も善治に脅しをかけるなど、勝に便宜を図る。
その後、サハラ決戦間近のからくり編で再登場する。軽井沢での出来事以降、大金を手にして自堕落な生活を送る一方で人生に退屈し、わざと自分から危険を求めるような行動をとっていた。そこに、黒賀村にある特殊な懸糸傀儡（ルシールのアンジェリーナ人形）を受け取るために協力を求めてきたジョージ・ラローシュと出会うこととなり、当初は渋るが「アイハナ、キミ、タイクツナンダロウ」の挑発に乗り、協力する。この経緯からサハラ決戦にも関わることとなり、ジョージの血を飲み、ゾナハ病蟲の耐性も得る。ミッシェル議長に救われた借りを返すために、不本意ながら「最古の四人」との戦いにも加わるが、パンタローネに気圧され、何も出来ないという屈辱を受ける。
ゾナハ病蟲の耐性を持ったことから、機械仕掛けの神編においてジョージを通してフウの招聘を受ける。鳴海やジョージと共にレイ研究所のハリー争奪戦に加わると、因縁あるパンタローネと戦うこととなる。パンタローネにはしろがねの頼みを受けて人を殺せないという制約があったものの、機転を効かせて逆転勝利を収める。その際に、隙きを生じさせるためにパンタローネに笑いについてレクチャーしており、後に彼に影響を与える。飄々とした態度を崩さず、自動人形との戦いも一歩引いて関わっていたものの、最後のシャトルの打ち上げでは、勝編で鳴海から勝を守るよう依頼された10円玉を依頼料として、シャトルを狙う自動人形「ピンボール-「K」」を単身で妨害し、相討ちによって致命傷を負いつつも、相手を破壊しシャトルを守る。最期は勝が自分を雇った時のことを思い浮かべながら割りに合わない仕事を引き受けたことを自嘲しつつ「お代はいかほどいただけるんで」と言い残し、息絶える。
ジョージ・ラローシュ
声 - 浜田賢二 / 演 - 下尾浩章（劇団BLATS）（2012年）、横井翔二郎（2019年・第1弾）、横井翔二郎・山﨑晶吾・松田周（第2弾・※トリプルキャスト）
「しろがね-O」の一人。アメリカ担当。
「しろがね-O」の特徴である瞳のない白目に白髪の長髪の青年。普段はサングラスを掛けている。一見すると腰が低いが、やはり「しろがね-O」らしく性格も傲慢で、他のしろがねも含めた他者を見下し、自分たち「しろがね-O」を優れた存在と見做す。しかし、作中での一連の出来事によって心が変化し、最終的には過去の自分のやり方を後悔するようになる。戦闘手段は特殊モリブデン鋼製ブレードで出来た球状の籠に入り、中から球を自在に操り高速回転で敵を摩り下ろす攻防一体の技「神秘の球（ボラ・ミステリオサ）」。自動人形たちからもアメリカ担当のしろがねとして名を知られる。再登場以降は阿紫花とコンビを組むことが多い。名前の「ラローシュ」はオーストリア生まれの有名な球の芸人にちなむという。また、幼少時はピアノの訓練をさせられ、通り一遍の演奏はできるが、譜面に正確なだけで独自の個性を確立できず怒られていたトラウマがあり、自分のことを「メトロノーム」と揶揄し自嘲する。
からくり編の「銀の煙」で初登場し、アメリカはイリノイ州グリーンタウンを襲った自動人形達の手がかりを得るためにレイ研究所にやってくる。情報を得るためには子供相手にも容赦しないやり方に鳴海から猛反発を受けるも意に介さず、受け流す。その後、パウルマン先生の襲撃に対して意気揚々と出撃し、部下たちと「神秘の球」を破壊していくが、実はこれは弱い「新入生」であり、次に出撃してきた上級生にはまったく歯が立たず一方的に敗北する。再度挑むが今度はパウルマン先生に球ごと破壊され、完全に戦闘不能になる。最新であるはずの自分が手も足も出なかった相手に対し、新人のしろがねである鳴海が勝利したことに強いショックを受ける。その後、サハラ決戦で再登場するも、前回の敗北によって同じ「しろがね-O」達からも嘲笑され、黒賀村から特殊な懸糸傀儡を受け取るという不本意な後方任務を命じられてしまう。しかし、これをきっかけとして阿紫花と出会うこととなり、阿紫花との関わりを通して徐々に人間らしい感情を見せるようになっていく。また、サハラ決戦の最終盤の戦いに参戦することにもつながり、数少ない「しろがね」の生き残りとなる。
物語終盤「機械仕掛けの神編」においてフウの招集を受け、因縁あるレイ疫病研究所に再び向かうこととなる。当時を知る子ども達に恐れられたことから自分の過去を後悔しつつ諦めていたが、子供たちを楽しませるために何気なく幼少時の苦い思い出があるピアノを弾いたところ、子供たちの興味を引き、打ち解ける。子供たちに「またピアノを弾いてね」と言われ、今まで感じたことのなかった強い感銘を受け、その約束を果たすべく、カール・シュナージーとの戦いに挑む。完全に自分の上位互換であるシュナージーにまったく歯が立たず蹂躙されるも、子供たちとの約束を胸に限界を超えた力を発揮し、シュナージーを倒す。しかし、致命傷を負っており、子供たちとの約束を果たすことを夢見ながら息絶える。
アニメ版には生方法安が登場しないため、阿紫花英良が彼を看取っている。
グリュポン / グリポン
声 - 永澤菜教 / 演 - 石神まゆみ（2012年・第2弾）、三浦海里（2019年・第2弾・※声の出演）
小型の自動人形。勝の相棒。
架空の幻獣「グリフォン」をモデルとした羽のある獣をデフォルメした姿をした自動人形。フェイスレス（貞義）が、ダウンロードした後の自分が何らかの理由で完全に覚醒しなかった場合に備えて、3体の懸糸傀儡と共に製作したものであり、勝の相棒となる。なお、本当の名前は「グリュポン」であるが、勝がうまく発音できず作中では「グリポン（君）」と呼ばれるようになる。物語後半におけるマスコットキャラクター的な存在であり、常に勝と共に行動する。
上記の経緯の通り、フェイスレスが保険として残した存在であり、そのため、当初はダウンロードが上手くいったという前提で勝を、フェイスレスの新しい依り代と判断して、慕いつきまとう。ところが、フェイスレス自身が黒賀村を襲撃し、ダウンロードが失敗したことなどを明かすとフェイスレスをマスターと呼び、そちらに着く。しかし、ダウンロードが失敗していた以上「もういらない」と見捨てられ分解されてしまう。フェイスレスが去った後、勝によって修復され、以降、造物主であるフェイスレスに関係なく、勝を「マスター」とする。
物語最終盤に宇宙ステーション「アルファ」にも勝と共に乗り込み、フェイスレスこと白金との最終決戦に挑む。最後、アルファが大気圏に突入する中で、ステーション内に残る造物主の白金を見捨てることができず、「独りぼっちで寂しい奴だから」という理由で勝だけを脱出させ、白金と共に消滅する道を選ぶ。その際は白金からも「グリポン」と呼ばれ、「独りぼっちは寂しい」と抱き締められる。

## しろがね
クローグ村の井戸にある白銀（バイイン、しろがね）が溶けた「生命の水（アクア・ウイタエ）」を飲み不死の体になると同時に、その彼の最期の意思である自動人形の破壊を半ば本能として持つ者たち。「人形破壊者（しろがね）」とも記述される。銀髪と銀の瞳が特徴。白銀の意思を継ぐという意味で自らを「しろがね」と名乗っている。作中におけるゾナハ病の唯一の治療薬であるが、「しろがね」となると呪いとも言える長い人生を自動人形との戦いに費やすことになるため、「しろがね」達が「生命の水」を飲ます相手は、ゾナハ病患者かつ残りの人生を捨てる選択をしたものだけというルールがある。
銃撃を浴びても即座に身体の修復が始まり、しばらくすると自然に完治するなど不死に近いが、体内の「生命の水」が溶けた血を大量に失うと、身体が石化し砕け散って死ぬ（頭部や腹部を一撃で潰された場合にも死ぬ）。その他、ルシールによれば自分の生に満足した場合も死ぬと言う。老いはするが5年に1歳しか年を取らず、少なくとも最古の「しろがね」らは200年の時を生きている。
ギイ・クリストフ・レッシュ
しろがねの一人。
詳細は#準レギュラーキャラクター参照。
ファティマ
声 - 佐倉綾音（2019年） / 演 - 下橋美紀（2012年・第1弾）、遠藤沙季（2019年・第1弾）
サハラを中心に活動している女性の「しろがね」。
サハラでの最終決戦では特別参謀を務め、選抜チームにも加わる。「しろがね」でありながら結婚したアンジェリーナに憧れており、うわさのしろがね「鳴海」に興味を抱いてミンシアから話を聞き、実際にあって鳴海を愛する。鳴海の手術の時間を稼ぐためにグリモルディを駆り、単身でフランシーヌ人形、パンタローネ、アルレッキーノに突撃。愛する人を護って奮戦し、パンタローネにすら若干の敬意を抱かせるものの、衆寡敵せず、まさにとどめを刺される直前、復活した鳴海によって救出される。しかし既に致命傷を負っており、最期を鳴海に見取られることを忌避し、フランシーヌ人形を破壊できなかった事実を告げられずに煩悶する鳴海に別れを告げて砕けて逝った。印象的な場面としては、ロッケンフィールドとティンババティに破壊されて行動不能になったコロンビーヌと、女性としての会話をするシーンがありコロンビーヌに影響を与える。オラーツィオらとの戦いでは、即席のペアであるにもかかわらずミンシアと呼吸の合った戦いを見せ、女性であることを侮ったオートマータの作戦を逆手に取るなど、なかなかしたたかな女性であった。
エドワルド・ダール
ノルウェーを中心に活動する「しろがね」。
スカンディナビアのヴァイキングの末裔で「しろがね」としては例外的に激しく感情を表す。「しろがね」の中でも別格のパワーを持ち、懸糸傀儡「スレイプニイル」を操り戦うが、自らも素手でオートマータを殴り壊すなど、かなりパワフルな戦いをする。ゲームの第二幕では同じ部屋に進んだしろがね-Oがピーシューターに惨殺され、オートマータの指示通りティンババティとの同士討ちに応じるが、鳴海とフェイスレスの乱入によってフランシーヌ人形の間へ進む。最期は激戦の中、致命傷を受けたことを悟り、「ブランコの（死ぬ）順番が来たのさ」と嘯いて自らに残された「生命の水」の血液を鳴海に輸血し、彼を守るために人形十数体を道連れに体内のプラスチック爆弾で自爆、散っていった。詳しくは語られていないが、息子を自動人形に殺された過去を持つ模様。
ティンババティ
声 - 藤原貴弘
アフリカ、ケニアを中心に活動する「しろがね」。
紳士的だがダールに匹敵する腕力を持ち、大蛇のような形状の懸糸傀儡「マンバ」を操る。初めは鳴海と気が合わなかったが「強い者が正しい」という信念の基、鳴海と腕相撲をし、負けたことを契機に鳴海と和解する。鳴海は勝負の後で「わざと力を抜いただろう？」と言っている。ティンババティは否定しているが、勝負の最中の会話で鳴海の信条を聞き、心動かされた様子がある。鳴海の手術を守るためコロンビーヌと戦い相討ちとなる。最期に「マンバはナルミにやってくれ」と言い遺す。
スティーブ・ロッケンフィールド
声 - 小上裕通
「しろがね」であるが家庭を持ち、イギリスのオックスフォード大学で医学の教鞭をとっている。ギイと面識がある。
結婚した妻と妻の連れ子の「アル」「リッチー」を守るために最終決戦に参加した。使用する懸糸傀儡は「ペンタゴナ・ノッカー」。あと一息というところで敗れそうになったティンババティに手を貸し、その最期を看取った。
鳴海に影響を受けた「しろがね」らしく、「自分の事は放って置いて鳴海を救え」と叫ぶティンババティに対し、「これはその鳴海君から教わったのだがね…人間はイヤな時にワケは（言う）必要無いらしいよ」と鳴海の言葉を持って彼を諭す。医師として、友人としてシュヴァルツェス・トーアと親交があり、瀕死に陥った加藤鳴海を救うために共同で治療を行った。
最終決戦の後リッチーの学芸会を見る約束をしていたが、脱出カプセルの最後の1席を半ば強引に鳴海に譲り、自らの命と引き換えに鳴海、ミンシアの命を救う。鳴海の表情から、本物のフランシーヌ人形を破壊できなかったことを見抜いた上での行動だった。
アニメでは鳴海の手術はトーアの代わりにロッケンフィールドが行った。
シュヴァルツェス・トーア
声 - 江川大輔
ドイツで病院を営んでいる「しろがね」。ロッケンフィールドとは70年来の友人。
住んでいた村が自動人形によってゾナハ病に汚染された時に、皆が苦しむ中を歩くフランシーヌ人形を「美しい」と思ってしまった自分を消すために、オートマータと戦ってきた。「しろがね」としては比較的感情豊かであり、他の「しろがね」達が重傷を負った鳴海を「役立たず」と評したこと（実際は重傷を負った鳴海を休ませるため、わざと気勢を削ぐようなことを言った）に動揺するなど、人間らしい面を多く見せる。最期は致命傷を負いながら鳴海の縫合手術をやり遂げ、残りの接続手術を友人であるロッケンフィールドに託し、自分の生に満足して死んでいった。
使用した懸糸傀儡は「シュヴァルツェス・トーア」。
アニメではダールが登場しない代わりに、サハラにて体内の爆弾で自爆するのはトーアが行った(手術をしたのはロッケンフィールドとのこと)。
ドミートリィ・イワノフ
ロシアを中心に活動する「しろがね」。
人間時代はロマノフ王朝の貴族を護衛する青年将校だったが、一番肝心な革命の時に間に合わず、護るべき人たちを護れなかった。そのことを後悔し、自分の死に場所を求めて戦っていたが、鳴海の「護るべき人を護れなくても、戦い続けていればいつか本当に護りたい人を護れる」という考えに打たれ、最期は鳴海を護ったことで自分の使命に満足して死んだ。使用する懸糸傀儡は「グリゴーリィ」。
「しろがね」になった後、未熟児で死にかけていた赤ん坊に血液を分け与えて救ったことがある（ルシールやジョージのセリフから、しろがねとして厳重に禁止されている行為）。
しろがね犬
白金の「生命の水」を使った自己の複製の被検体にされた犬。
作中唯一の人以外の「しろがね」。白金の髪を溶かした生命の水を飲むことで「しろがね」となり、白金の記憶と意志を持つ。その後はルシール、鳴海らと出会うまで白金の作った「生命の水」の湧水を護り続けていた。元来嗅覚の発達した犬が「しろがね」となったことで、チャイナ・ホーとパンタローネの匂いを辿り、真夜中のサーカスのテントの位置を特定する。しろがねVS自動人形の最終戦の選抜の際、ルシールのスカートに噛み付くという手段で意思を伝達し、「あんた躾がなってないね」と呆れられながらもメンバーに加わる。フェイスレスの合流後は常にその傍におり、ルシールはそれを疑惑に思っていた。
最終戦後はしばらく姿が見えなかったが、フェイスレスが黒幕と明かされた際に姿を見せ、後には共に宇宙ステーションへ上がっている。勝とフェイスレスの戦いの中、「自分自身」に何かを感じたのか、フェイスレスの攻撃から勝をかばって死んだ。

### 最古のしろがね
「最古の四人」によるクローグ村の悲劇を生き延び、ゾナハ病に掛かるも最初期に「生命の水」を飲んで「しろがね」となった者達。「しろがね」という組織の中核をなし、集団戦闘では隊長として各々が部隊を率いている。「しろがね全ての先生」とも呼ばれる大幹部。サハラ決戦時には残り6名と言及されており、ルシール、ミッシェル、イヴォンヌ（アルメンドラ）、フウ、モンフォーコン、カストルが該当する（このため、後にクローグ村の悲劇を経験したと判明するナイアら、一部の「しろがね-O」のメンバーは「最古のしろがね」には含まれていない）。
ルシール・ベルヌイユ
「最古のしろがね」の一人。通称「先生」。エレオノールの祖母。
詳細は#準レギュラーキャラクター参照。
ミッシェル
「最古のしろがね」の一人。通称「議長」。
「最古のしろがね」の中でも代表的人物。肩書の議長で呼ばれることが多いが、具体的な役職の権限は不明。サハラ決戦においてモンフォーコン、カストルと共に登場するが、ミンシアの熱意に絆されて、自分たちの代わりにテントに入る権利を譲る。待機中は他の「しろがね」らと同様に自動人形たちの強襲を受け殲滅され、瀕死の状態となる。その絶望的状況の中で、切り札を持ってきたジョージ・ラローシュに希望を見出し、また、最期に阿紫花を庇い自動人形に殺害される。
イヴォンヌ / アルメンドラ
「最古のしろがね」の一人。真夜中のサーカスの占い師。
詳細は#真夜中のサーカス。
マリー
「最古のしろがね」の一人でキュベロンの3人の老婆の一人。
ルシール、タニアと共に先生と呼ばれる存在で、キュベロンへやってきた新参の「しろがね」に、人形操りの技術や、人形との戦いを指南する老婆。ギイに連れられて鳴海がキュベロンにやってくる直前に、フラーヴィオの襲撃を受けて致命傷を負い、ギイに看取られて死ぬ。
ギイを「しろがね」に変えた人物であり、人形破壊者としての人生を後悔していた。
タニア
「最古のしろがね」の一人でキュベロンの3人の老婆の一人。
ルシール、マリーと共に先生と呼ばれる存在で、キュベロンへやってきた新参の「しろがね」に、人形操りの技術や、人形との戦いを指南する老婆。ギイに連れられて鳴海がキュベロンにやってくる直前に、フラーヴィオの襲撃を受けて彼に攫われる。ルシールをおびき寄せる餌として扱われるが、共に捕まった教師シャロンとその生徒達を守るため自分を犠牲にしてフラーヴィオの隙を作って死ぬ。
元はクローグ村の女性教師であり、教師としてシャロンを気にかけていた。
才賀 アンジェリーナ（さいが アンジェリーナ）
声 - 林原めぐみ / 演 - 永峰あや（2012年・第2弾）、大西桃香（AKB48）・飯田里穂（2019年・第2弾・※ダブルキャスト）
ルシールの娘。作中ではギイ、正二と共にからくりサーカスの大きな謎にまつわる重要な役割を果たしている。
クローグ村の惨劇で「しろがね」となり、その体は「柔らかい石」を保存するための器にされた。自動人形をおびき寄せるエサとして数々の戦闘を潜り抜けてきたが、娘を想うルシールによって突き放される。戦場を離れ、フランスからドイツ、オランダを流浪した後、日本へ流れ着き、長崎の遊郭に「あやかし太夫」として紛れ込む。出会った男達に次々と裏切られ、永遠の生に絶望していたところ、正二と出会い、母の真意を諭される。その後、愛する人（正二）との間に娘、エレオノールを産む。
「しろがね」達が追い続ける自動人形のリーダー、フランシーヌ人形とそっくりの容貌をしているために、「しろがね」の間でも疑惑の目で見られていた。この事に関し、「それは人間のフランシーヌと血縁関係にあったため」「隔世遺伝でフランシーヌと瓜二つの容姿になったのではないか」と後のアルメンドラ（イヴォンヌ）が語っている。
フランシーヌ人形と瓜二つの容貌であったこと、柔らかい石の器にされながらも行方をくらましたこと、そして「しろがね」でありながら結婚していたことから、彼女を知らない「しろがね」達（特に女性の「しろがね」）の間では伝説の存在となっていた。体内の「柔らかい石」は、妊娠の際、エレオノールの体内へと受け継がれた。
「母親」としての強さを象徴するかのような女性であり、胎内に宿った子を守るために、強引に子供を連れ去ろうとするギイとさえも戦う。そのギイですらも自らの「子供」として受け入れてしまうほどの母性を持ち、ささくれ立った少年時代のギイを叱り、その心を癒やした。
ディーン（フェイスレス）が放った310体の人形からエレオノールを守るために立ち向かい、その戦いの最中に正二とギイを庇った結果、大量の血液を失う。最期まで「母親」であり、半ば石化しながらも「我が子」ギイを庇って戦い、死んだ。
彼女が使う「戦いのアート」などの技はギイに受け継がれ、後に師となったギイからしろがね（エレオノール）に伝えられている。

### しろがね-O（オー）
「しろがね」をベースにして人工的に身体を強化・調整した改造「しろがね」。
特徴的な銀色の眼球をしており、虹彩がないかあるいは虹彩しかない。そのため多くがサングラスで目元を隠している。自動人形の破壊に対して強い使命感と達成感を得られる、睡眠が必要ない、年をとらない、マリオネットなしで戦えるなど、ただの「しろがね」よりも身体面に関しては有利な点が多い。反面、他の人間への配慮にかけ協調性がないなど、人格面に関しての問題が多い。
ジョージ・ラローシュ
しろがね-O（オー）のメンバー。
詳細は#準レギュラーキャラクター参照。
馬 麗娜（マァ リィナ）
声 - 石田嘉代 / 演 - 大島紘子（2012年・第1弾）
両腕と両足にドリルを内蔵した女性のしろがね-O。しろがねVS自動人形の最終戦で、選抜の「しろがね-O」としては唯一、フランシーヌ人形の間まで辿り着いた。Oらしく、他人に対する感情に欠け、鳴海の行為を自己満足とあざ笑うが、融通が利かないわけではなく、目的のためには鳴海と共闘するなどの場面も見られる。鳴海を倒そうと走るアルレッキーノの行動を阻むために挑み、死亡する。フランシーヌ人形の間では、鳴海に「あんたがフランシーヌ人形をぶっ壊すところ、見たくなっちゃった」と言って役を譲ったり、「しろがね-O」ではなく、自分の本当の名前を鳴海に呼ばせたり、短い間に鳴海に相当の影響を受けた。
アラン
自称「最速のしろがね-O」。外見・言動ともしろがね-Oの中では幼さが目立つ。自動人形との最終決戦でフェイスレスに選抜チームに選ばれる。最終戦における「ゲーム」の第二幕で、トーア、ドミートリィと組んで進むが、自動人形の決めた「ルール」を破って先に進もうとしたことでナイト・ミシェールに頭を串刺しにされて死亡。
コーフ
フェイスレスによって選ばれた選抜チームの一人。休憩時間には酒を飲んでいた。フェイスレス、しろがね犬と共に「ゲーム」の二幕へ進むが、鳴海が辿りついた時には既に死亡していた。
ゼド・ゲイン
声 - 志賀克也
しろがねvs自動人形最終戦第一試合で登場した。雑魚4体を軽く片付けるもメリーゴーラウンド・オルセンによって首をはねられ死亡した。
その他のしろがね-O
ナイア・スティール（しろがね-O時代）およびその副官2人、しろがねvs自動人形最終戦第一試合で登場したジーナ・フォーブス、ハルディ・カウフマン、ボブ・ジューメイカー、メリッサ・アンダーソン（声 - 北西純子）ら。後の4人はメリーゴーラウンド・オルセンに「よわい」と言われマザーグースを歌いながら蹴散らされる。しろがね-O選抜チームにはほかにサプライズ・ピーシューターに倒された名前が不明の者が確認される。このほか2人のしろがね-Oが選抜チームとして選ばれている。なお、ナイアは後ほどOとなって再登場している。

## 仲町サーカス
かつては日本を代表するサーカスだったが、団長の傷害事件により解散に追い込まれる。しかし、しろがねやリーゼたちの加入により小さいながらも復活。旅芸人として活動を続ける。
仲町 信夫（なかまち しのぶ）
声 - 江川央生 / 演 - 林潔（2012年（梁剣峰 役と兼務））
サーカス編の主要な登場人物で、仲町サーカス団長。日本初の「石食い」芸人。「石食い」以外にもアコーディオン演奏など多くの芸をもつ。
興行中にバスの事故に巻き込まれ、一人生き残る。その際に「死人を食べて生き延びた」という無実のスキャンダルの追及に耐え切れず傷害事件を起こしてしまい、仲町サーカスを解散においやってしまうが、勝としろがねに出会いサーカスを再興する。
「どなりんジジイ」には及ばないが、相応に歳を取っていることもあり、作中ではノリやヒロ、ナオタらの暴走を食い止める役に回ることが多い。
また、ヴィルマが初めて仲町サーカスの面々に接触する前、メンバーの顔触れを見た際に「命のやり取りができそうな男」と評している。
しかし作品登場時は食い詰めた挙げ句、泥棒家業に落ちぶれるかどうかというところまで落ちている。
再興後の仲町サーカスのリングマスターとして、勝をはじめ、しろがねやリーゼらの保護者代わりを務める。
作品終盤ではアポリオンの活性化に伴い、壊滅状態に陥った世界を救うためにフウが立案した作戦に、フウの依頼もあって参加することになる。輸送の途中で追撃してきたレディ・スパイダーに対抗し、ノリ・ヒロの兄弟と共に「芸を見せる事」でその足を止め、体を張ってこれを打ち破る。結果として相応の重傷を負ったが、列車の護衛という目的は果たし、運良く生き延びた。
物語の完結後はサーカスを引退しているが、打ち込む（サーカス開始）前のノリやヒロにはっぱをかけるなどまだまだ意気軒昂である。
仲町 紀之（なかまち のりゆき）
声 - 岩崎諒太 / 演 - 岡田勇輔（2012年）
通称ノリ。「ノリの様な黒髪」と覚えてくれと称する。得意な芸は七丁椅子。
公園に捨てられていたところをフサエに拾われ、仲町の養子になる。仲町家の養子になった経緯から、「母親」という存在に対して強い敬愛の念を持つ。
仲町サーカスが没落してからは、他のサーカス団へ出向団員という形で度々出稼ぎに行っていたが、出先でも「落ちぶれサーカスの芸人」と蔑まれ、かなり苦労していたらしい。物語に登場した時は養父の信夫と一緒に泥棒寸前にまで身をやつしていた。
鳴海とは当初、嫌悪し激しく敵対していたが、鳴海が感情を取り戻すにつれ、徐々に和解していった。その際、しろがね（エレオノール）の記憶を映像として見たことから、鳴海の為にしろがねから身を引く。
アポリオンの活性化から世界を揺るがす事件に関わってからは、フウによる「サーカス団員を護衛としてスペースシャトルを輸送」という作戦に参加する。レディ・スパイダーに追撃された際、信夫、ヒロと共にこれを迎え撃ち、これを打ち破る。その際爆発に巻き込まれて怪我を負うも奇跡的に生き延びる。
戦いの場面で吹き飛ぶ客車の窓をはしご芸の要領で駆け上がるシーンは秀逸。作中ではヒロと共に勝の兄のような存在として描かれている。
物語の完結後は仲町信夫の跡を継ぎ、仲町サーカスの団長となった。
仲町 浩男（なかまち ひろお）
声 - 石川界人 / 演 - 安藤洋介（アトリエ凹アルコーブ）（2012年）
通称ヒロ。「ヒョロんとした前髪」で覚えてくれと称する。得意な芸はトランポリンと一本綱。展望台に捨てられていたところをフサエにひろわれて育てられ、その後仲町の養子になる。
ノリと同じく、仲町家の養子になった経緯から、「母親」という存在に対して強い敬愛の念を持つ。他サーカス団への出向や、スペースシャトルの護衛作戦等についても同様。
レディ・スパイダーとの戦いでは、「車両を切り離した後、爆弾を爆発させ線路に大穴をあけ、列車を立ててレディ・スパイダーを落とし、ナイフで刺す」という作戦を立案し、アクロバットの芸で時間を稼ぐ。信夫、ノリと協力してレディ・スパイダーを打ち破った。
物語の完結後は仲町サーカスの一員として活動する姿が描かれている。
仲町 フサエ（なかまち フサエ）
声 - 岡田恵
仲町信夫の妻。実の母親に捨てられていたヒロとノリをひきとって育てた。ヒロとノリとは最初打ち解けられなかったがある出来事がきっかけで母ちゃんと呼ばれるようになった。「高綱のフサエ姐」といわれるほど凄腕の芸人だったが、体調不良をおして出場した公演で高綱から落下し帰らぬ人となる。
タランダ・リーゼロッテ・橘（タランダ・リーゼロッテ・たちばな）
声 - 黒沢ともよ / 演 - 中山泰香（2012年・第2弾）
仲町サーカスの猛獣使い。ドイツ人と日本人のハーフ。通称リーゼ。年齢は14歳。元はアメリカの「グレートロングサーカス」の団員で、双子の姉・ヘレンと共に「シスター・リーゼロッテ」として猛獣使いをしていた。姉を殺した「ビースト」という虎を倒すために、ライオンの「ドラム」と共に来日した。冷酷で自分を見下していた姉への恨みにとりつかれていたが、勝に解放してもらい、それがもとで仲町サーカスに入団する。
また、勝に救われたこともあってか、年下である彼に思慕の情を寄せる。勝が宇宙に飛び立つ際には、平馬の気遣いもあり二人きりで話をしていた。
猛獣と眼を合わせただけで服従させるという驚異の「魔眼」を持ち、他のサーカス団員の仕込んだ犬や、散歩中の犬や猫ですら操ることができる。
アポリオンの活性化・黒賀村の襲撃の際には、自動人形の猛獣使いであるドクトル・ラーオに狙われるが、彼の操る幻獣達の頭脳部分には本物の動物の脳が使われていたため、逆にその魔眼をもって幻獣を従わせた。勝を助けるために、飛行可能な幻獣グリフォンで涼子と平馬を連れてフランスへ渡る。フェイスレスのアジトでは再びドクトル・ラーオに襲われ、死を覚悟する所まで追い詰められたが、最後には「猛獣使い」としての誇りを思い出し、ラーオ自身が「失敗作」として幽閉していた幻獣をも操り、これを打ち破った。
物語の完結後は仲町サーカスにてドラム二世と共に活躍している姿が描かれていた。世界を旅する勝を健気に待ち続けているらしい。
ヴィルマ・ソーン
声 - 井上麻里奈 / 演 - 庄彰子（2012年・第2弾）
仲町サーカスのナイフ投げ。レズビアン寄りのバイセクシャル。実は殺し屋で勝の命を狙っていたが、紆余曲折を経て改心し、勝たちと同行する。「黒のヴィルマの流星は、弾丸よりも速いのさ」という謳い文句の通り、ナイフ投げとしての実力は発射された弾丸を真っ二つにするほど正確かつ迅速。列車で世界中を回るレイルロードサーカスのナイフ投げの一家の出身であり、最愛の弟・ジム（声 - 小松昌平）がいたが、ゾナハ病に冒され帰らぬ人となる。そのためゾナハ病を蔓延させた自動人形に強い憎しみを抱き、近い境遇であるエレオノールに親近感を抱いている。また、対等に接する勝を亡き弟に重ねて見ており、勝が最終決戦にて宇宙ステーションへ向かう際にはアメリカにゾナハ病をばらまいた張本人であるワイルド・ウェスト・ジェーンと交戦。重傷を負い朦朧とした意識の中で勝(ジム)を守る為にエレオノールの血が染み込んだナイフを投げ、見事ワイルド・ウェスト・ジェーンの額に命中させ相打ちとなりこの世を去った。
実は英良とは物語が始まる前に一度出会っており、英良の依頼人のボディガードを勤めていた事がある。
シャトルを送り出す際別れているが、その際帰ってこれたら夫婦になることをお互いに承諾していた。
生方 法安（うぶかた ほうあん）
元々仲町サーカスの道具方だった。サーカスの解散後仲町とは犬猿の仲となっていたが、再興したサーカスの人々に説得され、再びサーカスの道具方となった。「どなりんジジイ」の愛称で呼ばれ、よく、皆の纏め役として描かれる。
アポリオンの活性化事件に関わってアメリカに渡って以降、非力な老人でありながら端々で年の功とも言える発言でミンシアやジョージらを導く（英語は達者である）。その彼の言葉は“最古の四人”のパンタローネとアルレッキーノにも影響を与える。カール・シュナージーとの戦いで力尽きたジョージの最期を看取った。
物語完結後には、「畳の上で大往生した」と仲町紀之と仲町浩男との話で判明した。
生方 涼子（うぶかた りょうこ）
生方法安の孫。法安が仲町サーカスに復帰した際、一緒について回る。ヴィルマに渡されたエレオノールを刺したことがあるナイフをブリゲッラに掠らせ、一時的に機能が停止したことで、エレオノールの血が自動人形を停止させるに効果的なことを発見した。
物語の完結後は仲町サーカスに加わり、カンスーを得手としているらしい。相方は平馬のようであり、尻にしかれているという記述から、恋人関係にあると推定できる。命を救ってくれたアルレッキーノにもらった木彫りの鳥を完結後も肌身離さず大切にしている。
三牛 諸美（みつうし もろみ）
仲町信夫の同期で元ストローサーカス団長。女との交際で団の金に手をつけてしまい、ストローサーカスをつぶしてしまう。その後仲町サーカスに居候する。フラッシュ・ジミーに襲われた際、命惜しさに人間側を裏切り、密かに重要情報を自動人形に漏らしていたが、しろがねの健気さにうたれ、しろがねの血のついたナイフでジミーを刺した。
物語の完結後はサーカスを引退し、仲町信夫と共に仲町サーカスを見守る姿が描かれている。
三牛 直太（みつうし なおた）
諸美の息子。得意な芸はアクロバット。父と同じく、ギャンブルで団の金に手をつけてしまい、ストローサーカスを倒産させる。その後、父と共に仲町サーカスに入る。しろがねがストローサーカスに来たときに一目惚れし、猛アプローチするが全く相手にされていない（コンビを組んでいたが）。父と共に人間を裏切るが、しろがねの言葉で良心に目覚め、しろがねにあるるかんが入ったスーツケースを投げた。
物語の完結後は仲町サーカスの一員として活動する姿が描かれている。

## レイ疫病研究所
アメリカ・イリノイ州にあるゾナハ病にかかった子ども達を収容している施設。ゾナハ病の特効薬の開発も行っている。
レイフ・バンハート
声 - てらそままさき / 演 - 塩路牧子（裏庭巣箱）（2012年・第1弾）
レイ疫病研究所の研究班責任者。ゾナハ病研究の第一任者。
初老の男性研究者。「しろがね」たちとの関係を重視する一方で、他の所員たちと同様に、目的のためには冷徹な「しろがね」らに良い感情を持っていない。しかし、子ども達のために本気で怒った鳴海を見て「しろがね」に対する感情を改め、自分の使命に気付く。物語後半ではゾナハ病蟲を弱める「ハリー」を開発する。本格的な登場は、からくり編の「銀の煙」からだが、それ以前のからくり編の「男」の第6幕（第8巻）にもわずかに登場している。
本格的な登場はからくり編の「銀の煙」からで、実質的なレイ疫病研究所の長として「しろがね」たちを迎え入れる。他の所員たちと違い、比較的友好的に接するものの、内心では同じく「しろがね」たちをよく思っていなかった。このため、当初は鳴海にも同じ感情を抱いていたが、一連の騒動の中で、むしろ彼が自分たち以上に子供たちのことを思っていることを知り、改めて自分たちの使命に向き合うことを決意する。その際には、鳴海よりベスの熊の人形「ハリー」を託される。
物語後半の機械仕掛けの神編で再登場し、作中の期間中にゾナハ病の病原体「アポリオン」を無効化させる「ワルトハイム電磁波」を発見し、それを使って病原体を体内から追い出す装置「ハリー」を完成させる。これを巡って自動人形らの襲撃を受けるが、機転を効かせ、内部に送る電磁波を外部に放つことで一種の防衛陣地を構築することで人形たちから守る使い方を見出す。これは後にスペースシャトルの防御にも生かされることとなる。最終的に重傷を追うもの、鳴海たちが救出にくるまでの時間稼ぎに成功し、一命は取り留める。最後のシャトルの打ち上げ発射場にも姿を確認できる。
ピーター・ドーナー
レイ疫病研究所の研究者。
「しろがね」への敵意を隠さない研究者。バンハートと同じく本格的な登場は、からくり編の「銀の煙」からだが、それ以前のからくり編の「男」の第6幕（第8巻）にもわずかに登場している。パウルマンによる襲撃後は他の所員と同様に鳴海への認識を改める。
機械仕掛けの神編ではバンハートと共に時間稼ぎを行い、重傷を負うも一命は取り留める。最後のシャトルの打ち上げ発射場にも姿を確認できる。
ヘレン
演 - 塩路牧子（裏庭巣箱）（2012年・第2弾）
レイ疫病研究所の看護婦。
他の所員と同様に「しろがね」への敵意を隠さない女性。子供たちには優しい笑顔で接するものの、「しろがね」相手には豹変と言っていいほど態度に表す。後にゾナハ病患者である子供たちの前で笑顔を絶やさないように薬剤で強制的に不交感神経をリラックス状態にしていることを鳴海に明かす。
ハリー争奪戦においては、自動人形達の襲撃を受け、目の前で子供たちが殺される直前で、鳴海に助けられ感謝する。また、鳴海達を信じきれないマーシャル上級曹長達の妨害にも一役買い、バンハート博士らの治療にあたる。
トム
声 - 半場友恵 / 演 - 矢島慎之介（2012年・第2弾）
ゾナハ病患者の男の子。
レイ疫病研究所で過ごすそばかすの少年。グリーンランド郊外で真夜中のサーカスのテントが立つ場面を友達と目撃し、ゾナハ病に感染してしまう。また、その際に自分の苦しむ姿をフラッシュ・ジミーに写真に撮られ、そのときの恐怖から心を閉ざし、何も話せなくなっていた。真夜中のサーカスの情報を知りたいジョージから拷問に近い尋問を受け、またパウルマンの侵攻と迎え撃つ「しろがね」の戦いを見ても人形と人形が戦っているに過ぎないと評する。しかし、鬼気迫る鳴海の戦闘をほとんどの子供たちが恐怖する中にあって、その真意を見抜いて最後には彼に心を開き、サーカスが中国に関係している有力情報を伝える。
物語後半の機械仕掛けの神編で再登場し、「ハリー」の最初の被験者としてゾナハ病を克服している。ミンシアや法案と行動をともにする。
ベス
声 - 三浦千幸 / 演 - 工藤沙緒梨（2012年・第1弾）
ゾナハ病患者の女の子。
レイ疫病研究所で過ごす少女。いつもクマのぬいぐるみである「ハリー」と一緒にいる。鳴海に心を開き、慕う。パウルマン達が研究所に侵攻してきたときの緊張と恐怖により病状が急激に悪化し、第三段階に達して生きる屍状態となってしまう。発症の直前に鳴海にハリーを託し、このハリーは後にバンハートに手渡され、ワルトハイム電磁波発生装置の「ハリー」の名前の由来にもなる。
最終巻においてゾナハ病が消え去った際に、息を吹き返すシーンがある。
デイビット・マーシャル
レイ疫病研究所の駐留特別部隊の指揮官（機械仕掛けの神編）。上級曹長。
大柄な体格の軍人。ハリー争奪戦の、自動人形側の第二波攻撃の折に登場し、今の指揮官だと名乗る（本来は指揮官の少尉がいたが戦死しため、昇格した）。基本的に「しろがね」らを信じておらず、国家としてのアメリカを信奉し、彼らにハリーを渡すことを拒む。しかし、バンハート博士が襲われている危機的状況の中で、ヘレンら看護婦らに行動を妨害され、鳴海らの自由を許すことになってしまう。最終的には鳴海やギイら「しろがね」達を信頼するようになっており、彼らに敬意を表する。
後にローエンシュタイン大公国で療養し、最後のシャトル計画では自分たち軍人ではなく仲町サーカスらに未来を託すことに疑問を呈するが、フウに説得され鳴海らに事後を託す。最後のシャトルの打ち上げ発射場にも姿を確認できる。

## 中国
梁 明霞（リャン ミンシア）
剣峰の娘で、鳴海の姐弟子。女優。
詳細は#準レギュラーキャラクター参照。
梁 剣峰（リャン チャンフォン）
声 - 宝亀克寿 / 演 - 林潔（2012年・第1弾（仲町信夫 役と兼務））
中国武術の達人。ミンシアの父で、鳴海の形意拳の師匠。
自然の理に適う「本物」を強く追求してきた厳格で自他共に厳しい男。拳法の達人として超人的な格闘能力を持ち、生命の水を飲んで「黄金律」を克服したチャイナ・ホーを容易くひねり、さらにはパンタローネすら赤子の手を捻るも同然にいなしてしまう。実は出生名は白 剣峰（バイ チャンフォン）と言い、白一族の末裔であり、赤ん坊のころに真夜中のサーカスに村ごと家族を皆殺しにされて養子に出され、姓が現在のものに変わったという経緯を持つ。このため、実は白家についても詳しかった。自然の理を重視するがゆえに、 娘ミンシアが「何かを真似し、演じる」女優を志すことに反対し、またゾナハ病を克服する引き換えにしろがねとなることも「偽りの『永遠の人生』」と断じ、拒否する。
中国編の少し前にゾナハ病を発症し、姿を消す。このため、ミンシアや王は、鳴海が病を移したと勘違いし、一連の騒動が起こる。実際には、祖先の罪を償うことと、偽りの命の基である白金が作った「生命の水」の泉を破壊すべく、生まれ帰郷に向かっていた。そして後を追ってきた鳴海らや、「生命の水」を狙うチャイナ・ホ―ら自動人形達と出くわすこととなる。鳴海らには白家の過去を伝え、また朦朧状態となった鳴海に活を入れるなどする。上記の通り、自動人形達を容易く退けると、「生命の水」を飲んでゾナハ病を完治することを懇願するミンシアを、上記の理由から拒絶し、人生に満足しながら大量のダイナマイトを爆破させ泉ごと爆死する。
王 張健（ワン ツアンジャン）
剣峰の一番弟子で、鳴海の兄弟子。
武術の才を持つ体格の良い青年。剣峰の弟子の中で最も才があると見なされており、鳴海からも慕われていた。しかし、剣峰は才能のあるワンよりも、才がなくとも、ひたむきに努力して武術を習得した鳴海を高く評価しており、ワン自身も鳴海の努力には敬意を払っていた（なお、鳴海は中国編まで師匠がワンより自分を評価していることを知らなかった）。
中国編の開始少し前に、師匠がゾナハ病を患って失踪し、鳴海が元々ゾナハ病を患っており、師匠に移したと勘違いする。そのため、鳴海を他の弟子達と共に詰問し、その後、師匠に会うため、鳴海らと師匠の故郷へと向かう。そこで師匠より真相を教えられ、鳴海に謝罪する。また、チャイナ・ホーらに襲われ、ホーの部下達は容易く撃破するも、ホーには勝てず重傷を負う。師匠の死後、仇を討ちたいとして鳴海に同行を願い出るが、師亡き後の弟子たちの取りまとめ役が必要だと説得され中国に残る。

## サイガグループ
時計、家電、コンピュータ、ゲームの日本有数の大企業。才賀正二、才賀貞義が設立した才賀機巧社を起源とする。詳細は用語解説を参照。
才賀 正二（さいが しょうじ） / 成瀬 正二郎（なるせ しょうじろう）
声 - 田中正彦、行成とあ（10歳） / 演 - 遠藤公太朗（2012年・第2弾）、横尾瑠尉（2019年・第2弾）
勝の養祖父となった「しろがね」。長崎生まれ。才賀貞義、才賀善治の養父。
旧名を「成瀬正二郎」といい、幼い頃に白銀の教えを受け、成人してからしばらくは医者として生活していた。医学知識だけでなく卓越した剣の腕と機械技術も持ち、さらに人助けのためにかける情熱は熱い。現代では重機関銃、焼痍手榴弾はじめ様々な銃火器と日本刀を使いこなす。人形繰りもできるようだが、戦闘の際はもっぱら日本刀を使っている。
三十代半ばの頃に遊女屋でアンジェリーナと出会うが、出会った当初はお互いに印象はよくなかった。だが、遊女屋の火事に巻き込まれた際に、アンジェリーナの素顔を見て一目惚れし、その時見た寂しそうな笑顔や遊女屋の名主や遊女たちの願いもあって、逃げ出したアンジェリーナを迎えに行く。その後アンジェリーナの過去を知った上で無言で生命の水を飲み、アンジェリーナと連れ添うために「しろがね」となった。
「しろがね」では珍しく、「ゾナハ病にかからずにしろがねになった人物」であるため、自動人形に対する個人的憎悪は薄い。起業し大成した後、「しろがね」達の操るマリオネットの作成に携わるようになる。
妻となったアンジェリーナとの間に一子エレオノールをもうけ、幸せに暮らしていたが、フランシーヌ人形と出会ったことから事態が急変する。自らの破壊を望むフランシーヌ人形を弱体化させ、その破壊を「しろがね」に託すべきか迷うが、妻の出産やギイの来訪と言った変事の内にうやむやとなり、不可思議ながらもギイ、フランシーヌ人形と妻、娘との共同生活を送ることになった。しかしその後、何者かが放った自動人形から妻と娘を守るために戦うが力及ばず妻を失い、さらに娘を図らずも「しろがね」としてしまう。その結果、アンジェリーナを慕ったギイ・クリストフ・レッシュと共に一計を案じ、エレオノールが成長するまでは他人を装い、“妻は行方不明”、“娘は死亡した”、“エレオノールはギイが見つけた「しろがね」”という筋書きを演じることになる。
幼少期のエレオノールをギイへと預けるが、その後キュベロンで再会した彼女の変わり様に驚愕し、背後の存在を感じ取る。そのことからギイと共に黒賀村での襲撃の謎を追い、才賀貞義（ディーン・メーストル、あるいはフェイスレス）が黒幕であることを突き止めるが、一歩先んじた才賀貞義によって黒賀村をゾナハ病で汚染され、村の住人を救うために一度は貞義に背を向ける。
後に高速道路上で再び貞義と死闘を演じ、自らと共に貞義を硫酸プールへと投じ瀕死の重傷を負うが、正二を慕う黒賀村の住人によって助けられ、体の大半を失いながらも辛うじて生を留める。勝がダウンロードによって「貞義」となっていると思い込み、「貞義」へ全ての事実を知らしめた上で殺そうと、自らの血液から血液成分を抜き出すことによって精製した「生命の水」を勝に飲ませる（この事によって勝は剣の技術を経験として得た）。直後、本物の「貞義」であるフェイスレスにより三度黒賀村が襲撃され、勝が未だ勝であることを知るが、直後生命を繋ぎ止めるための水槽をフェイスレスに破壊されてしまう。最期は「孫」である勝に看取られ、事後を託して逝った。終盤のカピタンとの闘いでは勝の心の中に幻影として現われ「伝えられた剣術」を共に放ち、カピタンの妄言ごと切り裂いて勝利に導いた。
黄泉でアンジェリーナと再会でき、「正二がアンジェリーナの行くところへ行けない」ため、「アンジェリーナが正二の行くところへ行く」こととなった。
才賀 貞義（さいが さだよし）
演 - 大崎捺希（2019年・第2弾）
サイガグループ社長。勝の父で正二の息子（善治の兄）。故人。正体はディーン・メーストルことフェイスレス。
物語開始の数ヶ月前に亡くなった勝の父。物語は彼の遺産を非嫡出子の勝がすべて相続したことに始まる。その正体は、ディーン・メーストルことフェイスレスで、物語の黒幕であり、実際には存命している。以下は、作中での表向きの貞義の経歴である。
正二の養子として才賀家に入り、後に社長となる。4人の子供をもうけ（ただし、いずれも幼少時に引き取った養子で血縁関係はない）、その後、亡くなった愛人の子として当時小学2年生の勝を引き取る。勝との関係は淡白で、彼からは顔が見えない人（思い出せない人）と後に印象を語られる。物語開始の数ヶ月前に高速道路の事故で亡くなり、生前に遺産をすべて勝に残す形にしていたため、その後、才賀家の遺産争いが起こることとなる。
才賀 善治（さいが ぜんじ）
声 - 大塚明夫 / 演 - 五十嵐勝平（2012年・第1弾）
勝の叔父でサイガ電器社長兼サイガ玩具社長。戸籍上は正二の息子、貞義の弟。勝編の最終的な敵。
兄・貞義の遺産やサイガグループ全体の支配を狙う一人で、勝の後見人になろうと画策する。野心家ではあるが、本性は小心者で、鳴海やしろがね（エレオノール）の襲撃や、勝の思いがけない反抗に終始あたふたする。最終的には後述のように勝恐怖症となり、おとなしくなる。イチゴゼリー（一口サイズで小さくコロコロしたもの）が好物。
勝が兄姉達の雇った殺し屋たちに狙われる中にあって、黒賀村の誘拐組の人形使いらを雇い、鳴海やエレオノールを出し抜いて、勝を軽井沢の別荘に拐かすことに成功する。しかし、鳴海やエレオノールによる屋敷の襲撃や勝の抵抗に遭い、最終的には屋敷が崩壊し死にかけるなど、強い精神的ショックを受ける。
その後、兄姉達から身を守るため、勝の意向で彼の後見人となる。ただし、一連の騒動で勝自体に恐怖症を覚えると共に、勝に雇われた阿紫花英良の脅しもあり、後見人の地位を悪用せず、野望は諦める（むしろ、その後に勝が身を隠すために屋敷を出たことを喜ぶ）。屋敷に車椅子で大人しく過ごしており、時に怯えながら勝の依頼に応じる。
後に明かされる通り、正二と貞義は「しろがね」であり、その正体を隠すための血縁関係の偽装工作の一環として善治は幼少時に拾われてきた孤児である。そのため、正二や貞義と血縁関係はない。
勝の兄姉達
貞義の息子・娘たちで、それぞれの名前は不明。4人いる。具体的な年齢は不明だが、成人か、それに近い年齢である。勝編での敵役で、父・貞義が亡くなり、その遺産を愛人の子である勝が相続したことに不満を持ち、阿紫花英良やぶっ殺し組といった殺しを生業とする黒賀村出身の人形操りを雇い勝の命を狙う（ただ、実際には彼らは貞義との血縁関係はない養子である）。一連の騒動で善治が勝の後見人になった後も、勝に暗殺者を送り、最終的に彼が仲町サーカスに身を隠すきっかけとなる。

## フウ・インダストリー
重工業、石油、不動産、レジャー、コンピュータなどの各分野に進出する国際的大企業。
フウ・クロード・ボワロー
声 - 中博史 / 演 - 五十嵐勝平（チーム俺太刀）（2012年・第2弾）
フウ・インダストリー総裁。「最古のしろがね」の一人。また、各編の幕間に登場する狂言回しを行うピエロの正体でもある。
世界の財貨の約30%を手中に収め、アメリカの政財界、欧州各国の財閥、中東の石油産出国、希少金属輸出国を支配する大富豪。その正体は「最古のしろがね」の一人で、100年ほど前に自動人形との戦列を離れて、研究と商売の道を選んだ。科学者かつ技術者で、その長い時を利用して習得した研究成果で富と地位を得ることに成功し、「しろがね」達の活動のバックアップを行っている。ジョージ・スチーブンソンを始めとして、トーマス・エジソンやグラハム・ベルの正体も、実はその知識を活かしたフウ自身であるという（すなわち蒸気機関車、電信、無線、電球の発明者）。また、自らを演者から観客になった道化師と名乗り、フウという名もFOU＝馬鹿、道化の意味である。観客として人類と自動人形の戦いのすべてを観たいとし、少なくとも明治時代から普段は小型の監視装置「蟲目（アイセクト）」で見聞きしている。
各編の幕間に登場するピエロの正体であるが、フウ本人が直接物語に登場するのは物語終盤の第32巻、時系列上はサハラ決戦直後のからくり編である。生き残った鳴海とミンシアを呼び出し、まだ戦いが終わっていないことを伝える。その際に、誤った推定からエレオノールの正体がフランシーヌ人形自身であると鳴海に伝えてしまい、物語後半における鳴海のエレオノールに対する憎悪の原因を作ってしまう（後に真相を知るギイから誤りを正される）。フェイスレスが世界中にゾナハ病蟲を撒き散らすと世界を救える可能性がある者たちを改めて参集し、ゾナハ病治療マシン「ハリー」の受け取りや、ローエンシュタイン公女エリの協力を取り付けるなど鳴海らの活動を全面的にバックアップし、フェイスレスの計画を打ち砕こうとする。最古のしろがねの中では唯一の生き残りとなり物語が終わった後も生存しており、エリによればゾナハ病蟲の研究を進めて、将来的にどんな病気も治せるようにしたいという。

## 黒賀村
古来より人形繰りが盛んな地域。詳細は用語解説を参照。なお、「誘拐組」に在籍している増村や加納と同じ苗字の者が物語後半にて登場しているが、血縁関係は特に語られていない。
阿紫花 英良（あしはな えいりょう）
人形繰りの殺し屋。阿紫花家の長男（養子）。
詳細は#準レギュラーキャラクター参照。

### 村人達
阿紫花 平馬（あしはな へいま）
阿紫花家の末弟。英良の弟だが兄弟全員養子で血縁関係はない。勝の同級生。人形遣い。
大人ぶったやんちゃな少年。サイズの合わない大きなボロボロのコートがトレードマーク。兄・英良にあこがれており、いずれ兄のように傀儡の技を使った非合法な道に進むことを目指している。コートも英領に気まぐれで貰ったもの。当初、黒賀村に来た勝に反感を持ち、犬猿の仲となるが、後述の経緯を通して打ち解け、最終的には親友となる。かなり自信家で傀儡の腕前は実際に低くはないものの、突出して同年代より高いわけでもない。身内に人形操りを犯罪に使う者を出すと白い目で見られるようになる村内の秩序によって、英良の件からいじめを受けるが、英良を慕うからこそこれに猛反発し、村でも有名な問題児とみなされている。夏祭りにおいて出会ったリーゼロッテに恋心を抱く。
本編の「黒賀村へようこそ」で登場し、敬愛する英良が高く評価したという勝に喧嘩をふっかけるが、極めて穏当で思ったような反応がこず、これに逆に腹を立ててしまう。しかし、人形相撲の一件で、姉・百合を、衝月から守るため勝と共闘するような形となり、傀儡の腕前を切磋琢磨していく。フェイスレスの「ゲーム」に重なり、突如決勝戦に出れなくなってしまった勝から事後を託され、苦手意識を持つ衝月と戦うこととなる。全般的に苦戦する中で、工夫を行い、ついには衝月に勝つ。
「機械仕掛けの神編」においてはゾナハ病に罹り倒れるが、しろがねの血によって癒やされる。一人密かにフェイスレスの拠点へ向かった勝を、リーゼロッテ・涼子と共に追いかけ、モン・サン・ミッシェルの戦いに参戦する。勝が置いていったゴイエレメスとキャプテン・ネモを操り、しろがね-Oらと戦う。また、物語最後の戦いにおいては発射場において勝利を祈り、また、勝が宇宙へ決戦に向かう直前、リーゼロッテを思いやって二人きりにさせ、自分は勝に顔すら見せなかった。
物語のエピローグでは芸人として仲町サーカスのメンバーとなっている。生方涼子とコンビを組んでおり、明示されていないが恋人関係にあるようにも示唆されている。
阿紫花 菊（あしはな きく）
阿紫花三姉妹の長女。英良の妹、平馬の姉（ただし兄弟すべて血縁関係なし）。中学3年生。
ロングヘアの理知的な少女。阿紫花家に引き取られる前、天才児を集めた関東の特別学級にいたほどの才女。それゆえに自分より能力の低い者達と交流することを無駄と考え、村人達との折り合いも悪い。勝に対しても、実は同じ特別学級におり、年下の彼に一度も勝てたことがなく、根に持っている。そしてその優秀であるはずの勝が、彼女が無駄と考えている村人達との交流や、サーカス芸に力を注ぐことが理解できず批判的に接する。東京で勉強するため、早く村を出たいと考えている。
勝が阿紫花家や村の人々と打ち解けていく中、半ば意地になって最後まで彼に反発を続ける。肝試しでのやり取りの後、夏祭りの夜に勝とシルベストリの戦いに巻き込まれ、そこで勝が人知れず戦い続けていたことや精神的な強さを知る。そして、シルベストリの疑問「なぜ人は群れるのか」に対する勝の回答を自分に重ね、それまでの認識を改めて、村の人達と交流するようになる。勝に対しても惚れている様子を見せ始める。
阿紫花 れんげ（あしはな れんげ）
阿紫花三姉妹の次女。英良の妹、平馬の姉（ただし兄弟すべて血縁関係なし）。中学3年生。
バンダナを巻き、絵や詩が好きなマイペースな少女。勝のみならず、家族にも心を開かず、早く村を出て東京に行きたいと考えている。基本、村の出来事に興味はないが、幼い頃に見た村のレンゲ畑が印象に残っており、その場所をずっと捜している。
勝が「明神様の祠」の試練を受ける際、こっそり付いていく。そこで勝の人となりを知ると共に、自分が周りの人間達に助けられていることに気づく。そして、祠の出口に、探し求めていたレンゲ畑があり、そこで家族と再会して心を開く。その後は百合と共に勝に惹かれている様子を見せるようになる。
阿紫花 百合（あしはな ゆり）
阿紫花三姉妹の三女。英良の妹、平馬の姉（ただし兄弟すべて血縁関係なし）。中学3年生。
黒賀村の伝統や生活に愛着を持つ少女。それゆえに、勝が金持ちの道楽で人形使いの修行に来たと誤解して反発する。また、村を大事に思うあまり、自分の気持ちを押し殺している。勝が家に来たばかりの頃、姉たちに押し付けられたため、不本意ながら彼の面倒を見る。
人形相撲において、今年度の優勝者の花嫁役に選ばれる。そこでの勝の活躍を見て、また身体に刻まれた無数の傷や、遺産相続争いで兄姉に命を狙われたことを知って勝に対する認識を改める。以降は、勝に惚れているような素振りを見せるようになる。
阿紫花（あしはな）
名前不明。黒賀村の助役。
後ろ髪を長く伸ばした老人。人形遣いの手練れで、身寄りがなく傀儡の才能がある者を見込んで養子にし育てている。
衝月（しょうげつ）
黒賀村の人形使いの一人。自身と同じ「衝月」という名前の人形を操る。
かつて黒賀村にゾナハ病をばらまき、息子を苦しめた貞義の意識をダウンロードされたと見なされていた勝を強く憎むが、それが誤解と知った後は謝罪し「Ｏ」に連れ去られそうになった勝を守るために戦う。
村で暮らしている大人の人形使いの中でも屈指の実力者として描かれている。
羽佐間 洋（はざま ひろし）
勝と平馬のクラスメイト。
人形繰りは下手くそだが人形相撲の選手と人形に詳しい少年。転校してきた勝と最初に打ち解ける。人形相撲では解説役のようなポジションで百合と共に試合を観戦する。
ぶっ殺し組の羽佐間と同じ苗字だが関係は不明。ただし、「父は外に出ていってそれっきり」「平馬が仲間だと思っているかもしれない」などの台詞から、この羽佐間の息子であることが示唆されており、カーテンコールにおいては、羽佐間に、肩に手をかけらた状態で登場している。

### ぶっ殺し組
阿紫花率いる黒賀村出身の殺し屋チーム。阿紫花含めて10人の人形遣いを中心に構成される。
勝編において勝の兄姉の誰かの依頼を受け、勝の暗殺を目論む。善治の依頼で勝の誘拐を依頼された者たちと区別するため、便宜上「ぶっ殺し組」を名乗る。下記に挙げられていない2人は鳴海らも引っかかった落とし穴の罠で死亡したことが言及されている。
阿紫花 英良
「ぶっ殺し組」のリーダー。
詳細は#準レギュラーキャラクター参照。
羽佐間
「ぶっ殺し組」の人形遣い。人形の名前は「アクエリアス」。
サングラスを掛けた背の高い大柄な男。阿紫花の弟分で彼を兄貴と呼び慕う。
軽井沢の別荘の戦いにおいて、人形を失っている阿紫花と行動を共にし、尾崎の襲撃には自身の鳥人間型の「アクエリアス」で迎え撃つも、力及ばず破壊されてしまう。絶体絶命の中で、油断した尾崎の頭上に空から降ってきた勝が激突し、九死に一生を得る。その後、勝に雇われた阿紫花とは行動をともにせず、動向は不明であったが、戦後の幕間には阿紫花と共に登場している（ただし、これが最後の登場となる）。
中田
「ぶっ殺し組」の人形遣い。人形の名前は「ローリングアームズ」。
威勢の良い青年。軽井沢の別荘の戦いにおいて、先陣をきるが、高見に迎え撃たれ、正面門に施されたからくり門「煉獄」によって惨死する。「ぶっ殺し組」の人形遣いとして最初の死者となる。
褐色肌の男
名前不明。「ぶっ殺し組」の人形遣い。
軽井沢の別荘の戦いにおいて、しろがねが、からくり門「煉獄」を破壊した後、野口と共に突入するが、高見に迎え撃たれ爆死する。
野口
「ぶっ殺し組」の人形遣い。人形の名前は「トレジャー」。
軽井沢の別荘の戦いにおいて、テオゴーチェ操る高見に迎え撃たれ、人形を爆破されて動揺した隙きに自分も爆弾で爆死させられる。
佐野
「ぶっ殺し組」の人形遣い。
軽井沢の別荘の戦いにおいて、阿紫花と羽間が尾崎と戦っている隙きに屋敷に爆弾を仕掛ける。これに気づいた山仲と戦闘になり、最期は首を斬られ惨死する。
成田
「ぶっ殺し組」の人形遣い。人形の名前は「アンダー・ザ・ヘッド」。
おかっぱ頭の女性。別荘の崩壊の中で平と共に生き延び、引き続き勝の命を狙う。平と2人だけ生き残ったようだと言い、阿紫花と羽佐間が生きていることや、阿紫花が勝に雇われたことを知らないような言動を見せる。夜の学校にて勝を襲撃するがエレオノールの妨害に遭い、人形は壊されてしまう。その後、勝の同級生たちを人質にとる補助プランで形勢を逆転するが、高速道路上のトラックの荷台での戦いにおいて敗北する。最終的に成田が載ったままのトラックは壁に激しく激突するが、その生死は不明。また、一連の出来事が勝が世間から身を隠して、仲町サーカスに入るきっかけとなる。
平
「ぶっ殺し組」の人形遣い。人形の名前は「スペイド」。
スーツを着た中年男性。成田と共に勝を狙い、夜の学校にて戦う。機転を効かせる勝に翻弄され、最終的に勝の同級生たちを人質にとる補助プランで形勢を逆転する。その後の高速道路上のトラックの荷台での戦いにおいてはスペイドを勝に奪われるなど危機に陥り、最終的にはスペイドの操作権を取り返すも、エレオノール操るあるるかんの「炎の矢」によって人形を破壊され、その際の初撃で気絶する。成田と同様にその生死は不明。

### 誘拐組
6人の手練の人形遣いを中心とする黒賀村出身の者たち。勝編において才賀善治を依頼を受け、勝の誘拐を目論む。
勝の暗殺依頼を受けた阿紫花らのチームと区別するため、便宜上「誘拐組」と呼ばれる。
増村
演 - 庄章子（2012年・第1弾）
「誘拐組」の人員（人形遣いかは不明）。
筋肉質の青年。その見た目の通り、格闘戦に長ける。尾崎と行動を共にし、勝の誘拐を成功させる。軽井沢別荘の戦いでは五重塔の最上階にて加納・金井を始めとする他のメンバーらと待機しており、最終盤の戦いで鳴海・しろがねを迎え撃つ。佐野が仕掛けた爆弾のリミットも迫る中で、鳴海らを軽んじて劣勢に追い込まれる。そして爆発による混乱の最中、加納と金井を置いて他の一般人員と共に塔から逃げ出す。その後の生死は不明。
尾崎
「誘拐組」の人形遣い。人形の名前は「グリモルディ」。
バンダナにサングラス、無精髭の男。鳴海やしろがねを出し抜き、増村と共に勝の誘拐を成功させる。軽井沢の別荘の戦いにおいては、阿紫花の狙いを看破して迎え撃ち、阿紫花・羽佐間を追い詰めるが、偶然に空から降ってきた勝に激突し、気絶してしまう。阿紫花が勝に雇われるきっかけとなる。その後の生死は不明だが、グリモルディ自体は阿紫花に鹵獲される。
高見
「誘拐組」の人形遣い。人形の名前は「テオゴーチェ」。
黒い帽子を被った若い女性。爆弾が仕込まれたボールをジャグリングのように扱い戦う道化師型の「テオゴーチェ」を操る。軽井沢の別荘の戦いにおいて、からくり門「煉獄」で中田を惨殺し、続けて人形で褐色肌の男と野口を爆死させる。「煉獄」を鮮やかに破壊したしろがねに対抗意識を持ち、勝負を挑むが、彼女にはまったく歯が立たず、自らの爆弾を返され、人形と共に爆死する。
山仲
「誘拐組」の人形遣い。人形の名前は「ダクダミイ」。
やや長いベレー帽に極めて爪の長いグローブを付けた小男。五体からなる腕が鋭利な刃物である小型の人形「ダクダミイ」を操り、糸で相手を拘束して身動きを取れなくした後、斬首する戦法を好む。
軽井沢の別荘の戦いにおいて、佐野を殺害した後、今度は鳴海としろがねを発見し得意の制圧する。2人を殺そうとするも、勝に対する人質として善治の命令でその場では拘束に留め、檻に入れた2人を処刑するため五重塔へと運ぶ。その途中のエレベーター内で、2人を助けるために塔に突撃してきた勝・阿紫花の急襲を受けた後、硬気功で檻を脱した鳴海の一撃で戦闘不能となる。その後の生死は不明。
及川
「誘拐組」の人形遣い。人形の名前は「ガン・オブ・フェザー」。
ケピ帽を被った蝶ネクタイに髭の男。リボルバーの早打ちを得意とする人形「ガン・オブ・フェザー」の使い手。 軽井沢の別荘の戦いの終盤において、五重塔に乗り込んできた勝・阿紫花を迎え撃つ。しかし、拳銃の発射タイミングを完全に勝に見破られ、そのままグリモルディに人形ごと体当たりされてエレベーターシャフトに突っ込まれ退場する。生死不明。
加納
「誘拐組」の人形遣い。人形の名前は「バビュロ」。
チャイナ服で長髪の若い女性。鋭利な刃をたくさん持つ道化師型の人形「バビュロ」を操る。軽井沢別荘の戦いでは五重塔の最上階にて待機していており、同編最終盤の戦いにおいて金井と共に鳴海らを迎え撃つ。金井と連携してもしろがねの傀儡には歯が立たなかったが、爆発による混乱の中で、金井が鳴海としろがねを拘束したことで状況を逆転する。しかし、その後、見様見真似で傀儡を覚えた勝の操る「あるるかん」に迎えうたれ、油断したところを「戦いのアート」の攻撃を受けて破壊され、その衝撃で壁に叩きつけられ気絶する。
崩壊する塔の中で、グリセルに背負われた状態が確認ができ、最後は阿紫花・金井と共に脱出する。
金井
「誘拐組」の人形遣い。人形の名前は「グリセル」。
軍服風の服を着たガタイの良い若い男。巨大な手を持つ目をつぶった女性型人形「グリセル」を操る。。軽井沢別荘の戦いでは五重塔の最上階にて待機していており、同編最終盤の戦いにおいて加納と共に鳴海らを迎え撃つ。しろがねの「あるるかん」に苦戦するが、爆発時の混乱の隙きを突いて鳴海としろがねの拘束に成功し、状況を逆転する。グリセルの跳躍力を使って加納と脱出する手はずであったため、余裕を持っていたが、「あるるかん」を操る勝に再び逆転され、敗北する。
その後、阿紫花によって上記の「グリセル」を使った脱出計画を明かし、阿紫花の牽制を受けながら気絶した加納を連れて塔を脱出する。

### 人形相撲の対戦相手
衝月 五郎（しょうげつ ごろう）
黒賀村の中学生で前述の衝月の息子。「衝月太郎」という名前の人形を操る。
粗野で乱暴者だが、人形繰りは前年度の人形相撲の優勝者であるなど、同世代の中でも高い技術を持つ。百合に惚れており、今年度の人形相撲で花嫁役となった彼女を手に入れ、実際に将来の結婚まで考えている。ただし、彼女と違って村のことを平然とイナカくさい村と呼び、いずれ出ていくと公言する。
人形相撲では下馬評通りに勝ち進み、決勝で勝・平馬のチームと戦うこととなる。土壇場で勝と交代した平馬を追い詰めるが、機転を利かせた彼の攻撃によって人形を破壊され負けてしまう。その後は心を入れ替え、勝達とも良き友達となり他の人形相撲の選手と一緒に勝に会いにくるようになる。
富内 拓地（とみうち たくじ）
人形相撲の選手。人形の名前は「エンドレス・ラバー」。
背が高くメガネを掛けた青年。村内で東の郷に住み、東の地区では一番と評される実力者。百合を気持ち悪いほど好いている。人形相撲において勝らの初戦の相手。10年以上人形繰りをやってきたと言い、半年の勝には負けるはずがないと豪語する。しかし、勝からは冷静に人形繰りの特徴である指のタコが自分たちよりも小さいため、勝てると分析され、実際に一瞬にして人形を破壊され敗北してしまう。
比良吹（ひらぶき）
人形相撲の選手。人形の名前は「ビッグサクセス」。
取り巻きを従える野心家の少年。人形繰りが下手だった父のせいで貧乏暮らしをしており、そのために将来、出世することを公言する。また、家での数少ないご馳走としてフルーチェが大好物。人形相撲において勝らの2回戦の相手であったが、一瞬で人形を破壊され敗退する。しかし、敗北時の絶叫を聞いた百合からフルーチェを振る舞われ、感涙する。
福田マキ男 / ヒロ男（ふくだ マキお / ヒロお）
人形相撲の選手で兄弟（兄がマキ男、弟がヒロ男）。人形の名前は「ハッスルファンタジー」。
太眉が特徴の兄弟で、共にマンガ好きのオタク。エルフ耳が大好きで、百合に無理やりある作品の女性エルフのヒロインのコスプレさせ悶える。また、同時に勝には悪役のコスプレをさせる嫌がらせを行う。人形相撲において勝らの3回戦の相手。実は、勝にコスプレさせた際に人形繰りの糸に細工を施し、卑怯な手で勝を苦戦させる。しかし、最後は逆境を物ともしない勝によって人形を破壊される。その際に、勝こそ主人公っぽいと見直し、自分たちこそ悪役であったと諦める（ただし、悪役として百合を攫おうともする）。
兼田 一也（かねだ かずなり）
人形相撲の選手。人形の名前は「プリンスマン」。
サイガ電器の重役の息子で、プリンスとしてチヤホヤされてきた少年。ナルシストで、本人の認識とは反対に実際には周りからアホと見られている。人形相撲において勝らの4回戦の相手となるが、覆面X（正体は勝に試練を与えたいギイ）の入れ知恵で、平馬と仲違いさせようとしたり、勝に酒を飲ますといった姑息な手で勝利しようとする。実際の勝負では、勝は酔っ払った状態で、さらに自身は覆面Xから的確な指示を受け、有利にすすめる。しかし、最後は覆面Xを追い払った平馬に脅迫され、動揺したところを、冷水を浴びせられて酔いを覚ました勝によって人形を破壊され敗北する。

## 物語の始まり
この物語の全ての始まりとなった二人の兄弟と一人の女性。その関係性は現代の主人公3人と相似しており、それに対応するかのように白銀の記憶は鳴海へ、白金の記憶は勝へ、フランシーヌの記憶はエレオノールへと受け継がる事となる（鳴海とエレオノールは『生命の水』によって記憶を受け継ぐが、勝のみ機械式の『転送』で記憶を受け継ぐ）。
白 銀（バイ イン） / ジャコブ・イン
声 - 関智一 / 演 - 三浦海里（2019年・第1弾）
万能の霊薬となる「柔らかい石」を生み出した中国出身の錬金術師兄弟の兄。
人形遣いの家に生まれて、現状に満足できなくなり人形を人間のように生命を吹き込んで舞わせてみたいと願うようになり、その答えが錬金術にあると知る。そして弟・金とともに砂漠を越えて8年かかって百塔の街・プラハに渡る。そこで、優秀な老錬金術師を訪ねて、旅の間一度も使わなかった砂金を差し出して弟子入りを果たす。そこでリンゴ売りをしていたフランシーヌに出会う。
当初は良くも悪くも師匠の影響を受けたのか、生真面目で勉強熱心だが女性に免疫がなく色恋沙汰には初心な一方で、エリート意識が強く融通の利かない堅物な性格をしており、彼女を卑賤の者として上から目線で見ていたが、彼女のつらい過去を知り、自らが不幸でありながら他人を思いやる彼女の心に打たれ、錬金術の学問が疎かになるほど彼女を思い慕うようになる。やがてその想いは仲の良かった金との間に軋轢が生まれるにまで肥大化し、遂には金との約束を破ってしまいフランシーヌにプロポーズし結婚することになったが、運悪くその場に金も居合わせたため、嫉妬に狂った金にフランシーヌは攫われ行方不明に。9年にも及ぶ必死の捜索の末にクローグ村で金とフランシーヌを発見するが、金は既に自分が知っていた頃の弟ではなくなっており、フランシーヌは病に侵されていた事実に愕然とする。彼女を救うため必死に研究を行った結果、柔らかい石の精製を成し遂げるも、フランシーヌはその直後に、銀へのせいいっぱいの感謝を述べた後、自害してしまう。その後、フランシーヌの遺髪を同じく柔らかい石を完成させた金に渡して、「フランシーヌはお前にも愛情を確かに向けてはいたけど、お前が気付かなかっただけ」と言い渡し弟と決別。フランシーヌを失った落胆から世界中を彷徨い、「ジャコブ・イン」という偽名で入り込んだ日本にて正二郎と出会い再起する。正二郎と二人であるるかんを作り、白銀の日本語読み「しろがね」の名を正二郎からもらい日本を発った。
日本を発った後、かつてフランシーヌが死んだクローグ村に行き着くが、村は既に壊滅し、生き残った村人もゾナハ病で苦しめられていた。ルシールを介抱し、「黒衣の男（白金）」の所業だということを聞かされる。己の過去の過ちが何の関係もない次世代の村人たちを苦しめた上に、間接的に村を滅ぼしてしまった罪を償うため、ルシールにあるるかんを渡し井戸に溶けた生命の水に自ら入り死亡、自動人形を破壊する強い想いと記憶を生命の水に保存した。死後、彼が遺した生命の水は「しろがね」を多く生み出した。特に鳴海が飲んだ最後の一匙の生命の水は最も強く銀の思いが残っていたため、たびたび彼の回想が描写される。
白 金（バイ ジン）<オリジナル>
声 - 古川登志夫、金田愛（少年時代） / 演 - 青木清四郎（2012年・第1弾（フェイスレス役と兼務)）、小坂涼太郎（2019年）
白銀の弟。子供の頃はいじめられっ子で、よく兄の銀に助けられていた。青年に成長してからはフランシーヌが兄・銀と結ばれるまでは悪戯好きな一面こそあるが温厚で明るい性格になり、その上生真面目過ぎて融通の利かない堅物の兄と比べると、公私を両立させる事こそ人生に価値があると重んじるなど、思考の柔軟性や社交性は銀より上であり人生を謳歌していた。
弟の名前が金（現代の一般論では銀より上の物質）なのは、彼らの生まれた当時の中国では、その生成方法や貨幣など一般使用の面などにおき金より銀の方が価値が高かったためである。
敬愛する兄と同じ道を歩んでいたが、自分の恋心を知りながら約束を破ってフランシーヌを妻に娶った兄への嫉妬に狂い、フランシーヌの愛を我が物にしようと拉致した。しかしどうやっても自分に心を開くことはなく、殴りつけてまで気を引こうとしたが「フランシーヌを愛する自分」を好きにはなってくれることはなかった。白銀同様柔らかい石を作ったが、結局彼女を救うことはできなかった。悲しみのあまり別れ際に兄から伝えられたフランシーヌの真意を理解する事が出来ず、幽閉した村人たちが彼女から笑顔を奪い死に追いやったと誤解し、復讐を誓う。23年の歳月をかけて生命の水を使い、唯一の生きた人形であるフランシーヌ人形を造り出す。しかしフランシーヌ人形は笑うことができず、彼女を笑わせるために自動人形を生み出し、クローグ村への復讐と惨劇を兼ねてゾナハ病を撒き散らし滅ぼすが、何をやっても決して笑うことはなかったため、フランシーヌ人形を捨て、絶望して一人去っていく。
その後の経緯については「#フェイスレス」の項を参照。
フランシーヌ
声 - 林原めぐみ / 演 - 大西桃香（AKB48）・飯田里穂（2019年・第2弾・※ダブルキャスト）
白兄弟が愛した女性。ルシールの伯母（母親の姉）にあたる人物で、幼い頃に身売りに出されていた。万人に愛情を持って接する聖女のような美少女で、屈託の無い笑顔をふりまく。同じ裏町に住む孤児や貧しい人々の支えであった。複雑な事情により背中に泥棒の烙印がある。
白銀の愛を受け入れ結婚するも、優しすぎた性格が仇となり白金を見捨てる事が出来ず彼に無理矢理連れ去られ、彼とともに各地を放浪し、結果的に彼の暴走を助長させてしまう。最後は故郷のクローグ村で病を患い、伝染病を怖れた村人たちの手によって低い牢に押し込まれて鎖で足を繋がれるという家畜のような扱いで隔離されて、衰弱しきっており死ぬのは時間の問題であった。金に連れ去られてから9年後、最も大切な人である白銀との再会を果たす。
その後、幽閉されていた牢に自ら火を放ち、白銀に辛い思いをさせてしまったことにずっと罪の意識を抱いていたためそのことを詫びた後、精一杯の感謝と来世での再会を願い、白銀の見ている前で焼死した。彼女の信じる神は自殺を許さず、自殺をした者は地獄へ行く事になるが、神への誓いよりも銀への愛を証明する為に自ら命を絶った。彼女の存在と「死」が物語の始まりである。白銀から貰った指輪は終始大事に持っており、白金に連れ去られてからは捨てられないように隠し持っていたが、死ぬ時にはそれを指に付けており、心はずっと白銀の妻であり続けた。

## 真夜中のサーカス
物語前半におけるからくり編の敵勢力。造物主（白金）に見捨てられたフランシーヌ人形が、その理由である笑顔を得るために作り上げた集団。世界各地でゾナハ病を撒き散らしたり、殺戮に興じるが、その最上の目的は、あくまでフランシーヌ人形を笑わせることである。
サハラ決戦にて事実上壊滅するが、物語後半では「真・真夜中のサーカス」として復活し、破壊されなかった自動人形はそのまま移る。
フランシーヌ人形
声 - 林原めぐみ / 演 - 大西桃香（AKB48）・飯田里穂（2019年・第2弾・※ダブルキャスト）
真夜中のサーカスの指導者。物語前半における敵役。
白金が亡きフランシーヌを模して制作し、唯一「生命の水」が使われた最も人間に近い自動人形。その頭髪はフランシーヌ本人のものが移植されている。白金から様々なフランシーヌの所作を教わり完璧に再現したが、彼女の特徴であった笑顔だけは作ることができず、白金に見捨てられてしまう。その後、残された白金の研究資料などから錬金術や人形技術など広範な知識を取り入れて擬似体液を作り出し、意思を持った自動人形たちを作り上げる。
最古の四人を始めとした自動人形たちに、自らを笑わす方法を見つけ出せるために真夜中のサーカスを結成し、世界各地を巡る。しかし、100年経っても笑うことはできず、動作や思考速度の遅延を「疲れ」と認識。自身とそっくりの偽フランシーヌ人形を作成すると彼女を代理として残し、密かにサーカスを去る（すなわち現在進行で登場するフランシーヌ人形は偽フランシーヌ人形であり、また彼女が既に去っていることを知っていたのも偽フランシーヌ人形のみであった）。そして自壊が禁じられていたため、自らを破壊してもらおうと、話に聞いていたからくりの作成者・正二に会いに日本へ行く。しかし、成り行きから、身体能力の弱体化の改造に留められ、正二と妊娠中のアンジェリーナ、そしてギイと共に生活を送ることとなる。アンジェリーナの出産にも立ち会い、彼女の子育てを手伝う内に人の繁殖機能に興味を持ち、いつしか子供を生みたいと思うようになると同時に、自分達の罪を自覚するようになる。
エレオノールの中の「やわらかい石」を狙った自動人形らの襲撃においてアンジェリーナらから娘を託され、彼女を守るため奮闘する。井戸に落ち、やわらかい石が反応したことで井戸水が強酸性の「生命の水」になる中で、エレオノールを守るため、自ら犠牲になって溶け消滅する。消滅の間際に、泣き始めたエレオノールをあやそうとしてべろべろばーを行い、彼女の反応を見て最期に笑うことができ、笑顔で消えていった。
偽フランシーヌ人形
声 - 林原めぐみ
100年ほど前に「真夜中のサーカス」を去ることを決めたフランシーヌ人形が、残される自動人形らを想って、自らの代わりとしてサーカスに残すために製作した自動人形。本物が去った後、100年に渡って影武者として「真夜中のサーカス」に君臨していた。物語の現在時間軸上でフランシーヌ人形とされるのはこの偽物である。そのためゾナハ病の治し方も知らない。本物と容姿はそっくりで100年の間「最古の四人」すら偽物と気づかないほどだが、言動はぎこちない（君臨するだけで直接指揮はしないため、配下の自動人形達も気づかなかった）。本来は複雑な感情や意思を持つような造りではなかったが、自らの正体に気付かずに従う人形たちや命を捨てながらも必死に向かってくる「しろがね」たちを見て次第に複雑な感情を芽生えさせ、最後は本物のフランシーヌ人形の言う「疲れ」を理解できたと言う。
サハラ決戦において「最古の四人」を倒し、自らの前に辿り着いた鳴海に、上記の自分の正体について話し、彼を絶望させ、機能を停止する。その際、フランシーヌ人形から渡された「必勝ヲ祈ッテ」と書かれた歯車（後に明かされる正二とアンジェリーナが作成した傀儡の部品）が、鳴海の手に渡る。
アルメンドラ / イヴォンヌ
演 - 小林美穂（Meibi）（2012年）
「真夜中のサーカス」の占い師の老婆。その出自は「最古のしろがね」で、本名をイヴォンヌと言い、自動人形ではない人間。
「真夜中のサーカス」の行き先を占い、実質的に決めている老婆。元は「最古のしろがね」であったが、人形を破壊し続ける人生に嫌気が差し（飲んだ「生命の水」が薄かったために呪縛から逃れたと自嘲する）、観客として「しろがね」と自動人形らの戦いを観続けるため、敵であるサーカスの占い師になったという。元「しろがね」の人間であることは、自動人形らも知っており、面白い存在として、彼女の立場を保障している。
からくり編でしばしば登場し、占い師として物語の行方を示唆する。サハラ決戦では、旧友ルシールから逃げるよう忠告されるが、逆にフランシーヌとルシール（及びアンジェリーナ）が血縁関係にあることを話す。「新・真夜中のサーカス」にも引き続き参加し、勝に対する「ゲーム」の代表者を決める方法を提案するなど、フェイスレスからその身分を保障され、気に入られている。
フェイスレスによって宇宙ステーション「アルファー」にしろがね犬と共に搭乗を許され、勝とフェイスレスの最終決戦にも、その観客として登場する。当初、勝の死を予言し、あくまで傍観者に徹しようとしたが、最期はディアマンティーナの爆弾から勝を庇って死ぬ。死の直前、その理由を問われ、「サーカスのショウに興奮したバカな客がフィナーレ直前に自分も芸人のつもりで舞台に飛びだしちまったのさ」と微笑む。また、勝に地上に戻れない事に後悔は無いのか尋ねるが、彼に「しろがねが幸せならそれでいい」と返答され、「占いばかりやって来た自分だが、（最後にカードでなく人の言葉が聞けたから）たまには占いに逆らって良かった」と、満足しながら逝く。
鴉型の自動人形
正式名称は不明。伝令や偵察を行い、身体の中にはカメラも仕込まれており、情報を自動人形らの本拠地へ送信できる。一体だけなのか複数体いるのかは不明。「新・真夜中のサーカス」にも登場し、勝への「ゲーム」の通達役として度々現れる。

### 最古の四人（レ・キャトル・ピオネール）
「真夜中のサーカス」の最高幹部で、「造物主（白金）」によってフランシーヌ人形を笑わせるために作られた最初の4体の自動人形。彼が去った後にフランシーヌ人形が作った擬似体液を与えられて意思を持つようになる。
フランシーヌ人形以外で「造物主」に作られた存在として自動人形達の中でも破格の戦闘能力を持ち、また、フランシーヌ人形に対する忠誠心も高い。フランシーヌ人形を笑わせるという目的のため、彼女が自主的に命令しなくなった後も、ゾナハ病を撒くという当初からの目的を続け、実質的なサーカスの運営を行う。
サハラ砂漠での「しろがね」との最終決戦ですべて破壊されるが、核ごと自壊したドットーレを除く3体は後に「新・真夜中のサーカス」において「造物主」であるフェイスレスに修復され、復活する。ただし、身体は旧型になって能力は落ちたとされ、かつての部下であった自動人形らにも小馬鹿にされる。さらにフェイスレスから、絶対の忠誠を誓っていたフランシーヌ人形が100年前に影武者にすり替わっていたことに気づかないことが滑稽だったと嘲笑され、その事実に衝撃を受けると共に自分たちの在り方に疑問を持つようになる。その後、フェイスレスに囚われたエレオノールの姿を、かつての主であるフランシーヌ人形に重ねて彼女に忠誠を誓い、またそれぞれ勝や法安、涼子との交流によって思考や言動が変化していく。
アルレッキーノ
声 - 福山潤 / 演 - 田中精（2012年・第1弾）、船戸慎士（studio Life）（2012年・第2弾）、松本寛也（2019年）
「最古の四人」の一体。布付き帽子を被った整った顔つきの青年型の自動人形。右目に瞳がなく、左目には瞳が2つあり、左頬には三日月のような模様がある。また、目立たないが、髪は編んだ状態でかなりの長髪。常に鳥の装飾をあしらったリュートを持ち、「楽士」とも呼ばれ、衣装も白い楽士風のものである。一人称は「私」だが時折「僕」になる。指先や掌から火炎を発射する「緋色の手」（レ・マン・スカラティーヌ）を使う。200年前のクローグ村の惨劇では、教会に逃げ込んだ多くの村人たちを建物ごと焼き殺した。また、自分の体を改造し続けていると言い、純粋な戦闘能力もかなりの手練で、本来は自動人形の弱点である「気」が通用しない。人が短い一生の中で文化や強さを築き上げていく姿を「死による美しさ」と評し、逆に死から遠のき自動人形の破壊のみに生きる「しろがね」を「醜悪」と評す。
「最古の四人」の中で最初に登場した人形であり、新たに「しろがね」になったという鳴海の噂を聞き、その前に現れる。そこで鳴海、ギイ、ルシールの3人を相手に圧倒的な強さを見せる。その後、サハラ決戦でも、フランシーヌ人形へと辿り着いた「しろがね」らを相手にリィナを瞬殺するなど圧倒的な強さを見せつける。瀕死の鳴海には破れかけるが、その前に彼の力が尽きたため退けることに成功する。その後、戦いの最終盤、半身を機械と化して復活した鳴海の前に再び立ちふさがり、先述の美学から彼を醜いと評するも、死を目前にしても諦めないのが人の美しさだと返され、一瞬の内に聖・ジョルジュの剣の一撃でボディを真っ二つにされて破壊される。
その後、「新・真夜中のサーカス」においてフェイスレスに修復され、復活を遂げる（服装のみ赤い菱型が描かれた道化師風に変更されている）。エレオノールがフェイスレスの捕囚の身となると、他の「最古の四人」と共にフランシーヌ人形と瓜二つの彼女に忠誠を誓う。そこで彼女に求められ、自分の知りうる鳴海の話を語って聞かせる。また、彼女からの「人を傷つけるな」という命令を守り、モン・サン・ミッシェルでは、しろがね-Oに襲われる生方涼子を助け、勝たちと共闘する。その後、パンタローネと共にエレオノールの護衛として彼女に付き従って人間たちと行動を共にし、少しずつ考えを改める。
スペースシャトルの打上基地へ向かう列車にも同乗し、迫り来た「最後の四人」を迎撃するため、涼子へのプレゼントの木彫りの小鳥を法案に託して下車する。ブリゲッラとの戦闘では接近戦に固執する彼に対してリュートを使った音波攻撃で距離をおいて戦い（本人曰く「鳴海にはどうしても使いたくなかった技」）、有利に戦闘を進めていたが、ブリゲッラがミサイル攻撃を解禁・使用したことで半身を粉砕され敗北する（しかし、ブリゲッラにミサイルを使わせたことが、その後の彼の敗因につながる）。その後、半壊状態ながらもパンタローネの頭部を回収し、スペースシャトル打上基地近くの教会へ辿り着いたところで、鳴海との想いが通じたエレオノールの満面の笑顔を目にし、自分の使命を果たしたことに満足する。パンタローネも笑みを浮かべていることに気づくと、後を追うように自身も活動を停止する。
パンタローネ
声 - 中田譲治 / 演 - 谷口洋行（2012年）、唐橋充（2019年・第1弾）、塚本拓弥（2019年・第2弾）
「最古の四人」の一体。長い顎鬚を持ち、先が長い帽子を被った老人型の自動人形。掌で空気を大量に吸い込み、圧縮して打ち出したり、地面を削り取って玉にしたりする「深緑の手」（レ・マン・ヴェール・フォンセ）を使う。200年前のクローグ村の惨劇では、村人達をボールのようにして固めて殺戮する。「最古の四人」の中でも特にプライドが高く、人を見下す傾向が強い。普段は老獪な佇まいながら、激情家の一面も見せる。「最古の四人」の中で他の三体と違い、唯一、自身が興味を持つ人間の営みが明かされないが、終盤では「笑い」について語ることが多い。
ルシールらが「造物主」の故郷へ向かったという情報を聞きつけ、チャイナ・ホーを引き連れて鳴海らの前に現れる。ここに探し求めていた「生命の水」があると知ると簒奪を目論むが梁剣峰に歯が立たず、投げ飛ばされた上に、最後は彼の自爆に巻き込まれて負傷し撤退する（しかし、これによってサハラの拠点がバレてしまう）。続くサハラの決戦ではフランシーヌ人形へと辿り着いた「しろがね」らを相手に圧倒的な強さを見せるが、最終的には復活した鳴海によって一瞬で敗北、破壊される。
その後、「新・真夜中のサーカス」においてフェイスレスに修復され、復活を遂げる。エレオノールがフェイスレスの捕囚の身となると、他の「最古の四人」と共に彼女の護衛役に指名され、フランシーヌ人形と瓜二つの彼女に忠誠を誓う。「ハリー」を破壊するためアメリカへ派遣される際、エレオノールから人を傷つけないよう命令され、現地で阿紫花と交戦し、彼や法安との対話を経て、人を軽んじていた考えを改め始める。特に法安に気に入られ、お前のパントマイムならみんなを笑顔にできると仲町サーカスに誘われる。その後、法安にサーカスでパントマイムや歌を演じる約束をして「最後の四人」との戦いに赴き、ハーレクインと戦う。圧倒的な戦闘能力差で余裕ぶるハーレクインに対し、彼の目標（エレオノールと結婚する）を滑稽だと嘲弄し、これに激怒して余裕をなくした彼をさらに嘲笑する。ハーレクインに徹底的に破壊されて機能を停止するも、彼の気象操作装置の内蔵された角を執拗に攻撃し続けており、後に鳴海がハーレクインを一蹴するきっかけとなる。このハーレクインを嘲笑したことで笑うということを理解し、最期に自分がフランシーヌ人形を笑わせることができなかったのは自分が笑ったことがなかったからだと悟る。
その後、アルレッキーノに頭部を回収され、エレオノールが笑っていることを告げられる。既に残骸と化しながらも彼の表情は満足そうな笑みを浮かべていた。
コロンビーヌ
声 - 悠木碧 / 演 - 周晴奈（2012年）、大湖せしる（2019年・第1弾）、花奈澪（2019年・第2弾）
「最古の四人」の唯一の女性型。仮面とターバンを付けた妖麗な自動人形。掌を白熱化させ、鋼鉄も容易に溶かす「純白の手」（レ・マン・ブランシュ・ジマキュレ）を使う。また「ゾナハ病蟲」を操る能力を持ち、後に復活した後は、蟲を武器や盾などの道具の形状に固めて使用している。200年前のクローグ村の惨劇では、村人たちを紐のように結びつけ、それで綱渡りを行う。かつて襲撃した図書館で手に取った恋愛小説を読んでから人間の恋愛感情に興味を持ち「人間の男の人に抱きしめてもらう」という願いを抱く。後述のように物語の前半と後半で大きく容姿や言動が変わったキャラクターであり、後半ではゴスロリファッションの少女の姿で言動も見た目通りにやや幼くなっており、マザー・グースの「こぶたちゃん市場にいった」を事ある毎に口ずさむ。
サハラ決戦で本格的に登場し、戯れで「ゲーム」に参加したりする。その後、フランシーヌ人形の御前での戦いにおいて勇戦するも、ティンババティに破れ、破壊される。その後、「新・真夜中のサーカス」においてフェイスレスに修復され、先述のゴスロリファッションの少女という姿で復活を遂げる。
フェイスレスによる勝への「ゲーム」が始まると、その立会人にフェイスレスから指名される。そして、勝と刺客の戦いを見続ける内に、最初はエレオノールのために何の見返りもなく戦う勝をからかっていたが、次第に人間の考えを理解するようになっていく。途中、フランシーヌ人形に瓜二つのエレオノールに忠誠を誓うなどの出来事の後、彼女を救い出すため、モン・サン・ミッシェルにやってきた勝を手助けする。勝と共にO部隊を壊滅させてフェイスレスと決別し、ディアマンティーナとの交戦では蟲使いの能力で彼女を追い詰めるが、シャトルから飛び降りた勝とエレオノールを助けるために敗北し、破壊される。その際、勝を助けた理由を問うディアマンティーナに恋愛について話し、これが後にディアマンティーナの暴走及びフェイスレスが自分の醜い愛に気がつく遠因となる。その後、一人静かに停止しようとしていたところ、コロンビーヌに助けられたと気づいて、彼女の行方を捜していた勝に発見される。最期は勝の腕の中に抱かれ、念願が叶ったと笑顔を浮かべて活動を停止する。
ドットーレ
声 - 大友龍三郎 / 演 - 瀬谷和弘（2012年・第1弾）、和泉宗兵（2019年・第1弾）
「最古の四人」の一体。つばの大きな黒い帽子に、目元をマスクで覆った髭面の中年の男性型の自動人形。一人称は「己（オレ）」。帽子のつばで相手を切り裂くことができ、また、両腕を蛇腹のように伸ばすこともできる。固有の必殺技として「紺碧の手」(レ・マン・アジュール)が設定されているが使うことはなく物語から退場したため不明。200年前のクローグ村の惨劇では子供たちの首を斬り、その頭でジャグリングを行った（その子供たちの中にはルシールの息子もいた）。また、人間の味覚に興味をもつ。
サハラ決戦で本格的に登場し、「しろがね」の代表と自動人形の代表で戦う「ゲーム」の司会進行を行う。その後、フランシーヌ人形まで辿り着いたルシールらの前に、他の「最古の四人」らと共に立ちはだかるが、ルシールが用意したアンジェリーナ人形の一言で、動きを封じられてしまう。そして息子を殺された怨みを持つルシールから挑発と共に「フランシーヌなんて関係ない」と、フランシーヌ人形への忠誠を否定すれば自由に動けるようになると唆され、仲間たちが止めるのも厭わずその言葉を口にしてしまう。直後、自由になった身体でルシールに致命傷を与えるも、自身の存在理由を否定したため、全身から擬似体液を吹き出して自壊してしまう。すべては息子の復讐を第一とするルシールが、自らを犠牲に仕掛けた罠であった。
自身の核ごとの自壊であっため、他の「最古の四人」と異なって、後に復活はできなかった。

### サハラ決戦までに登場した自動人形
フラーヴィオ
作中で最初に登場した幹部クラスの自動人形。キュベロンにある「しろがね」の本拠地を襲撃しマリーを殺害、タニアや子供たちを人質にしてルシールをおびき寄せようとする。知能は「最古の四人」に「馬鹿だから仕方ない」と評され、ルシールにも散々馬鹿扱いされるが、戦闘能力は高い。
タニアやルシールの作戦で人質の子供たちから引き離されるも、ルシールの傀儡人形を破壊し、彼女を追い詰める。しかし、そこで援護に来た鳴海によって破壊される。
アプ・チャー
フランシーヌ人形によって彼女の世話係として作られた女性型の自動人形。その後、「笑い方」を研究するために人間社会に溶け込むことを画策し、特に人間の持つ価値観の相違に疑問を持ったフランシーヌ人形の言葉に影響され、高貴な立場の人間と入れ替わろうとする。その対象として、ローエンシュタイン大公国のエリ公女に目をつけ、彼女の叔父・ギュンター公に「生命の水」の秘密を与えること（特にエリの体内に「柔らかい石」がある可能性）で協力者とし、エリが自分と同じ背丈に成長するまで、彼のメイドとして過ごす。
エリそっくりに自身を改造し、たまたま鳴海らが「柔らかい石」を追って大公国にやってきた際に、ついに入れ替わることに成功する。その後、公女として舞踏会に出席し、大公である父を含め関係者にも気づかれることはなく、自然な笑顔も行い、鳴海をも欺き共にダンスを踊る。その後、ギイとルシールに助けられた本物のエリが舞踏会に現れても、皆、アプ・チャーが本物だと思う中、鳴海には見破られ、その後の騒動で周囲にもバレてしまう。その後、一度は鳴海を倒すも、エリの言葉で復活した鳴海の渾身の一撃を受け敗北する。
敗北した時点ではまだ人間の「感情」を理解するに至らず、燃え盛る会場内で利用されていたと知ってなお娘のように思っていたというギュンター公を一蹴しようとするものの、彼の行為に感情を見出し、最期に人の心を理解し消滅する。
パウルマン先生
声 - 岩崎征実
アンゼルムスと共にレイ疫病研究所を襲撃した自動人形らのリーダー。しゃくれた顎に、白スーツ姿が特徴で、部下の自動人形らを「生徒」と呼び、逆に彼らからは「パウルマン先生」と呼ばれる（資料、年表などでも「パウルマン先生」と表記される例が多い）。鴉型自動人形との会話で、「最古の四人」であるパンタローネを呼び捨てにするなど大物感を出し、「しろがね」にも「パウルマン先生」として知られている個体であるが、後にフェイスレスから「パウルマンごとき」と軽視された発言もされている。自動人形らしく生徒らが破壊されても笑い平然としていたが、アンゼルムスが破壊されたことに対しては激しい怒りを見せ、自動人形には珍しい強い仲間意識を見せる。頭を取り外すとアンゼルムスの歯と同じ硬さのブレードが出たり、腹にも槍などの武器がある。
怨敵「しろがね」の有名人であるギイとジョージがレイ疫病研究所にいると聞きつけ、彼らを狙って研究所を襲撃する。基本は「生徒」たちに戦わせ、「下級生」を一蹴したジョージを「上級生」で倒す。その後、鳴海によって部下たちを破壊された後、アンゼルムスと共に戦い、連携攻撃やトリッキーな攻撃で深手を負わせる。しかし、アンゼルムスを破壊され激怒したところを道化であることに開き直った鳴海に悪魔の姿を見出し、はじめて恐怖の感情を覚えながら破壊される。
アンゼルムス
声 - 岩崎征実
小柄で異様に腕が長い腹話術人形のような自動人形。パウルマンと共にレイ疫病研究所を襲撃する。パウルマンとはタメ口で話し、パウルマンの生徒たちからは「アンゼルムスさん」と呼ばれている。セント・ジョージの剣を噛み砕けるほどのダイヤモンド並の硬度を持つ歯を武器とし、他にも胴体に武器が仕込まれている。また、腹話術で相手が喋っているように見せかける能力も持つ。
鳴海によって生徒らが全滅した後、パウルマンと共に彼と戦う。その歯による攻撃など意表を突いた攻撃で重傷を与えるが最終的には破壊される。停止間際、鳴海の苛烈な戦闘ぶりが、守ろうとしていた（また笑わそうとしていた）子供たちを却って怯えさせ、それに鳴海が狼狽している様を読み取り、その腹話術の能力で、あたかも鳴海が喋っているかのように苛烈な台詞を言い追い打ちをかける。鳴海に心の傷を与え、彼が自らを道化として戦いに身を投じることを決めるきっかけとなった。
スパッツア
声 - 勝杏里
虫型自動人形のリーダー的存在。太ったピエロのような姿を持つ。アメリカから中国へ向かう鳴海、ルシール、ギイの乗った飛行機を墜落させるために虫型自動人形で飛行機を攻撃する。それを阻むべく現れたギイと空中戦を展開し、彼に騙され、油断して近づいたところにバルカン砲の射撃を浴びる。最期は飛行機を道連れに自爆しようとするが、ギイに阻まれ無意味に終わる。
チャイナ・ホー
ステレオタイプの清代の中国人の容姿（キョンシーのような姿）をした自動人形。中国においてパンタローネと共に鳴海らを襲撃する。体術に優れ、高い戦闘能力を誇るが非常にプライドが高く、容赦なく味方の人形も壊してしまう。ルシールにも前々から存在を知られており、「敵も味方もお構いなしに破壊するクレイジーなやつ」と評される。ただし、「最古の四人」であるパンタローネには忠実で、彼を非常に畏怖しながら行動する。
鳴海を確認するため中国へやってきたパンタローネに付き従い、物語に登場する。中国武術の手練である王（ワン）を圧倒するも、鳴海には白銀の記憶が蘇って朦朧状態になっているにもかかわらず歯が立たず、重傷を負う。その後、「生命の水」を飲み、自動人形の黄金律から解放されて、朦朧状態の鳴海を倒せるほどの圧倒的な戦闘能力を持つに至るが、梁剣峰には手も足も出ず、最期は己を取り戻した鳴海に破壊される。

### サハラ決戦で登場した自動人形
ディアボロ・ウィリー、フラフープ・ワイズ、スネーク・チャーマー、ビューグル・ハーレー
サハラ決戦において最初に行われた代表者5人抜きゲームの1回戦の1番手から4番手までの自動人形たち。それぞれ、しろがねの1番手のゼド・ゲインによって瞬殺される。
メリーゴーラウンド・オルセン
声 - かぬか光明
一般的な大きさのメリーゴーランドを帽子のように被っている自動人形。アンバランスな見た目とマイペースで茫洋な性格ながら、戦闘能力は非常に高く、様々な凶器が仕込まれたメリーゴーランドを武器や盾として戦う。ドットーレから「我等のヒーロー」と紹介され、観客の人形たちからも熱いコールを受ける。
サハラ決戦において最初に行った代表者5人抜きゲームの1回戦において、自動人形側の最後の5体目として登場する。それまで4体相手に1人で難なく勝ち進んできた「しろがね-O」のゼド・ゲインを瞬殺し、続けて残る4人も難なく殺害して勝利する。その後、引き続いて鳴海と戦うこととなるが、激怒する彼にはまるで歯が立たず破壊される。
単行本では巻末特集で「メリーゴーラウンド・オルセンの熊との遭遇」「メリーゴーラウンド・オルセンの留守録失敗」など2ページにわたってミニコミックでギャグにされている。
アクロバット・ブラザーズ
声 - 吉野貴宏（オラーツィオ）、最上嗣生（ペドロリーノ）
小柄な兄オラーツィオと、大柄な弟ペドロリーノのコンビである自動人形。サハラ決戦において代表者5人抜きゲームの2回戦の4・5人目（通算で9・10番手）の相手として登場し、ファティマ＆シンシアの女性コンビと対戦する。彼女らとほぼ互角に戦うなど戦闘能力はそれなりにあるが、服を破れば女性は羞恥心で戦えなくなるという卑怯な戦法で更に有利に戦う。しかし、その認識を逆手に取った2人の騙し討ちに遭い、破壊される。
スティルツ=ハーヴェイ
声 - 吉開清人
極端に長い4つ足かつ足先がサーベル状の刃物になっている長身の道化師型の自動人形。本来であればサハラ決戦の11～13番手だった一体。後半の四択の部屋において、正解の部屋にてサプライズ=ピーシューター、ヘア・ツイスターと共に待ち構える。
隣の部屋から乱入してきた鳴海を真っ先に迎え撃つが、彼の機転でピーシューターの攻撃に巻き込まれ破壊される。
サプライズ=ピーシューター
声 - 櫻井トオル
身体が巨大なコルク栓を飛ばすリボルバー風の玩具となっている黒人カウボーイ風の人形。さらに両脇にも同じ大きさの銃を抱えている。コルク銃の威力は衝撃力20トンだという。本来であればサハラ決戦の11～13番手だった一体。後半の四択の部屋において、正解の部屋にてスティルツ=ハーヴェイ、ヘア・ツイスターと共に待ち構える。
隣の部屋から乱入してきた鳴海を仲間たちと迎え撃ち、その銃の威力で大ダメージを与えていく。しかし、すべてを破壊するローリング・スラッシャーが迫る中で、コルク栓であることを利用されて間合いを詰められ、道連れにしようとするが、目前でスラッシャーが停止して驚いた隙を突かれて顔面に拳を打ち込まれ破壊される。
ヘア・ツイスター
天頂に向かって伸びる極端に長い巻き髪の女性型の人形。非常に身軽で全身をドリル状にし、攻撃する。本来であればサハラ決戦の11～13番手だった一体。後半の四択の部屋において、正解の部屋にてスティルツ=ハーヴェイ、サプライズ=ピーシューターと共に待ち構える。
隣の部屋から乱入してきた鳴海を仲間たちと迎え撃ち、ピーシューターの攻撃が当たるようにサポートする。しかし、鳴海がピーシューターの攻撃を逆用したことに翻弄され、自らローリング・スラッシャーに投げ込まれる形となり破壊される。

### その他の自動人形
ケニスとアノス
声 - 北沢洋（ケニス）、三瓶雄樹（アノス）
アルレッキーノの従者的な小柄な2体の自動人形。頭部をジャイロの要領で回転させて飛行できる。ギイには「インチキジャグラー」と呼ばれる。真夜中のサーカス時代はアルレッキーノを敬い、その命令に従っていたが、真・真夜中のサーカス時代には他の自動人形たちと共にアルレッキーノら最古の四人を侮蔑するようになっている。初登場は「からくり編」の序盤で、それから物語の最終盤まで登場しており、登場期間は比較的長い。
物語序盤においてアルレッキーノと共に鳴海たちの前に登場し、彼らと交戦する。最後はアルレッキーノに促されて尻込みしつつ撤退する。その後、特に登場は無かったが物語後半で新・真夜中のサーカスが結成されると再登場し、アルレッキーノの武器を投げ捨てるようにして渡して嘲笑する。また、シルベストリの輸送を行う。最終決戦において再び登場し、レディー・スパイダーらを載せ、シャトルを輸送する列車を追うが、2体とも勝によって破壊される。
フラッシュ・ジミー
四本の腕を持ち、肥満男性のカメラマン型の自動人形。物語後半では「新・真夜中のサーカス」の団長となる。
詳細は#新・真夜中のサーカスを参照。
長足クラウン号
声 - 岩崎諒太
ピエロの顔を持つ列車の自動人形。「真夜中のサーカス」の移動手段で、ドリルで地中を掘って進むこともできる。サハラ決戦の最終盤で、自動人形らが現場から脱出するために登場する。しかし、ジョージと阿紫花英良に乗っ取られ、彼らの脱出を助ける形となる。その後、フウに改造されて主人公ら側の乗り物となり、「ハリー」の防衛戦や、シャトル打上場へ向かう作戦などで非常用手段として登場する。最終的に機関部を破壊され機能を停止するも、最後の打上場へ向かう任務は達成し、法案から労われる。

## 新・真夜中のサーカス
本作における最終的な敵対勢力。正体を現したフェイスレスが、自らの素性を造物主と明かした上で旧真夜中のサーカスの残存勢力を糾合し、そこにさらに「しろがね－O」の裏切り者達「O（オー）」も加わった形となっている。また、元の真夜中のサーカスの自動人形たちはフェイスレスの改良によって新型ボディーを与えられ戦闘力が増している。
組織構造として、「フラッシュ・ジミー率いる自動人形」、「ナイア・スティール率いるO（オー）」、フェイスレスの側近である「最後の四人（レ・デルニエ・キャトル）」からなっている。
フェイスレス / ディーン・メーストル / 才賀貞義（さいが さだよし）
声 - 古川登志夫、蒼井翔太（ディーン〈少年〉） / 演 - 青木清四郎（2012年（白金 役と兼務））、村田洋二郎（2019年）、才賀貞義 役の俳優は#サイガグループ参照。
白金<オリジナル>が生家・白家からさらった子供に自らを溶かした「生命の水」を飲ませた結果誕生したこの物語の真の黒幕。このため白金の記憶を受け継いでいるが正体を隠し、表向きは「しろがね」の「オルガン部隊」のリーダーとなる。その後、改造人間「しろがね-O」のリーダーとなった。変装の名人で名前の意味は「顔無し」。
才賀正二とともに明治以来サイガを率いてきた。社会的には才賀正二の息子、才賀勝の父（実際には血縁関係ではないため養子・養父）である。対自動人形との集団戦では「しろがね」に指示を与え、「司令」と呼ばれていた。「現代の錬金術＝科学の練達者」、「三解のフェイスレス」の異名を持ち、工具で自動人形を一瞬で分解する「分解」、強力な酸性液体で自動人形を一瞬で溶かす「溶解」といった技を使い、さらに自動人形を一言で完全に沈黙させ、自身が自動人形達の造物主と「理解」させる言葉を知っている。口調と態度はとにかくふざけているが、それは表面上だけであり、自分の思い通りにならなければ世界がどうなっても良いという子どもじみた思考を持ち、自分の考えは正しいと信じて疑わない（その様を勝に「どす黒く燃える太陽」と評された）。フランシーヌ・アンジェリーナとよく似たエレオノールを我が物にするために、勝と自分が入れ替わろうと企てる。
生命の水を飲んだ後、想い人とよく似た女性アンジェリーナと出会い、彼女を手に入れようと画策。同世代の「しろがね」として優しく頼りになるパートナーを演じることに成功するが、彼女が日本に潜伏している間に正二という伴侶を得たことで失敗。柔らかい石を奪うために自身が作った自動人形をけしかけるが、闘いの中でアンジェリーナは死亡。引き換えにその娘エレオノール（しろがね）が誕生した。今度はエレオノールに目をつけ、勝と彼女を得るため正二と陰で戦いを繰り広げる。濃硫酸の入ったタンクローリーに落とされたものの、タンクローリーを「分解」して脱出。しかし、負傷が酷かったため肉体のほとんどを機械化させた。その後、サハラの決戦にてフェイスレスとして「しろがね-O」を率いて参加する。「しろがね」になったいきさつについて、鳴海に「恋人を自動人形に奪われたから」と説明した。鳴海の危機を救うために死亡したと思われたが、決戦後自動人形とOの一団「新・真夜中のサーカス」を結成する。勝への自分の記憶の転送（ダウンロード）を賭けた「ゲーム」を行った末失敗に終わり、エレオノールの愛も得られなかった。宇宙ステーションへと飛び立つ際に体を損傷したため、以前の体を捨て自身のクローン（生命の水を飲んでいない普通の人間の体で、生前の白金の姿）に移った。その後については下記を参照。
白金（バイ ジン）<クローン>
声 - 古川登志夫
劇中の最終盤、上記の「フェイスレス」から「白金」のクローンに記憶が転送されたことで誕生した（肉体は事前に生成していたとのこと）。劇中では主に勝から「フェイスレス」の名で呼ばれている。前述の通り、生命の水を飲んでいない普通の人間の肉体である。顔立ちはオリジナルの「白金」の醜く老いた時期でなく、若い頃に年齢を設定されているため美男子。だが老いた「白金」や「フェイスレス」同様に醜悪な笑顔をよく浮かべる。エレオノールを手中に収めるという目的が達成できなくなり、「もうどうでもいいや」と考え、興味のなくなった世界を完全に滅ぼすため、ゾナハ病蟲（アポリオン）の動きを活性化させる。これにより勝は、白金からゾナハ病を治す方法を聞き出すべく対決することとなる。
その後、宇宙ステーションで勝と対峙。自身が製作した完全版の「あるるかん（曰く「兄さんのより強い」）」を操り勝と激闘を繰り広げるも、かつての自分と同じ状況にありながら何より愛する女の幸せの為に身を引いた勝に衝撃を受け、その隙を突かれて半壊させられる。それでも隠し持っていたナイフで勝を刺し殺そうとしたが、自身の生命の水を飲ませたしろがね犬が庇って犠牲となる。「もう一人の自分」と言っても差し支えない存在が自分の邪魔をしたことに白金は驚愕。直後、乱入したディアマンティーナから爆弾クマちゃんで脅しつけられ、無理やり愛の言葉を引き出させられそうになる。「相手のことを考えずに自分へ愛を強要する姿勢」に、自身の愛がいかに醜いものであるかを自覚する。そして、勝にそのことを告げながらディアマンティーナを「分解」して破壊。しかし最期の最期に反撃され、脇腹をナイフで刺されてしまった。爆弾クマも各所で自爆し、勝を庇ってアルメンドラが犠牲となる。ついに白金は本当の意味で独りになってしまった。
直後、爆発の影響により宇宙ステーションは地表へ向けて降下を始め、このままでは黒賀村（アニメ版ではロシア）を巻き込んでしまう状況となる。村を救おうとする勝に白金は宇宙ステーションの軌道を変えることを提案し、「あるるかん」を用いて協力する。そんな中、勝の言動に触れるうちに「白金」という一人の人間であった頃のことを思い出し、勝を自らの弟であるように感じてしまう。同時に「兄」とはどういうものなのかも理解していった。宇宙ステーションの軌道を変えた後、勝にゾナハ病の治し方と地球へ帰還する方法を教えて脱出させる。勝から和解の手を差し出されたが「舞台が終われば観客は家路につくもの」「お前なんか嫌いだ」と拒否し、崩壊する宇宙ステーションに残ることを選択する。一度は用済みと捨てたグリポンに寄り添われ、その際に「一人ぼっちは寂しい」と本心を吐露。そして自分が間違っていたと兄に対する謝罪の言葉を口にし、地球に落ち行く宇宙ステーションと運命を共にした。

### 最後の四人（レ・デルニエ・キャトル）
フェイスレスが作り上げた最新鋭の4体の人形。全員フェイスレスの側近のような立場にいる。いずれも何かしらの「機能」「武器」を所持しているのが特徴。ハーレクインとディアマンティーナはフェイスレスに似た部分があり、「歪んだ愛情」をそれぞれ持っていた。
ハーレクイン
声 - 三宅健太 / 演 - 西沢智治（2012年・第2弾）、田中彪（2019年・第2弾）
「最後の四人」のリーダー格。小さなシルクハットに角がついた全身タイツを着用し、長身でガッシリとした体躯の不気味な道化師型の自動人形。また物理法則を無視して色々な物が入っているカバンを肩にかけている。自らを道化師として、常に戯けた言動を行い、要領を得ない発言をしたり、慇懃無礼な態度を取る。脈絡なく「〇〇の△△にかけて（〇〇と△△はそれぞれ無意味な単語）」という意味のない定型文を多用する。他の三体が人間の営みに興味を持ってプライベートを過ごすのに対し、自身の本領はあくまで造物主であるフェイスレスを楽しませることにあるとして、彼のお呼びがかかるまで部屋でジッとして過ごす。戦闘中も含め、万事フザけた態度ながら、「最後の四人」の中で最強の戦闘能力を持ち、局所的な気象コントロール装置を搭載した角で稲妻・風・雨・霧を発生させ、武器とすることができる。飛行中の勝を撃ち落としたり、ブリゲッラの打撃攻撃を簡単に避けるなど、単純な身体能力にも優れる。
かつての「真夜中のサーカス」の内部を散策中、彼らがフランシーヌ人形をモチーフに作った絵画や彫刻（『晩餐』のキリストやヴィーナス像をフランシーヌに置き換えて模倣したもの）を見ているうちに彼女に対し恋心を抱くようになる。しかし、既に彼女は存在しないため、その生まれ変わりである（と思い込んでいる）エレオノールに同様の感情を向け始める。当初は、フェイスレスの狙いこそ彼女だったために諦めていたが、列車襲撃の際に、フェイスレスと共に宇宙に行ったと思っていた彼女がいたことで最終盤の行動を起こすこととなる。
モン・サン・ミッシェルでの攻防の後、フェイスレスが宇宙へ旅立ったため、以降を自由時間と称して人間討伐に乗り出す。その後、ブリゲッラと共にシャトルへ向かう鳴海らを乗せた列車を襲撃し（ハーレクインの目的としてはエレオノールを手に入れること）、迎撃に出てきたパンタローネと戦うこととなる。終始、パンタローネを圧倒するが、そこで上記のエレオノールと過ごす夢の生活を語る。それをパンタローネから盛大に笑われ、既にエレオノールが鳴海に愛を誓ったことなど、恋が叶わぬ理由と事実を指摘されたために、普段の戯けた態度を豹変させて激怒する。これをさらにパンタローネから嘲笑され、雷や打撃攻撃で彼を徹底的に破壊する。そして列車に乗り込むとエレオノールと戦い、彼女を鳴海から引き離してまんまと拐かすことに成功する。
その後、意識を失っていたエレオノールにウェディングドレスを着せ、シャトルの発射場近くの教会へ乗り込んで結婚式を挙げようとする。そこに彼女を助けるため乗り込んできた鳴海と戦うこととなるが、実はパンタローネとの戦いで、気象装置の角が脆くなっており、角が壊れて生じた隙に頭部を切断され破壊される。角が壊れた時は動揺したものの最後の瞬間には潔く敗北を受け入れたと思われる描写がある。
カピタン・グラツィアーノ
声 - 佐藤健輔 / 演 - 小川輝晃（狼煙工房/プロダクションエース）（2012年・第2弾）、稲垣成弥（2019年・第2弾）
「最後の四人」の一体。中世ヨーロッパの軍人貴族を模した背の高い男性型の自動人形。キザでナルシストな性格をしており、時に仲間にからかわれるほど、仰々しく、芝居がかった言動が多い。人の「伝統」に興味を持ち、中世騎士のロマンチズムに憧れ、最近造られたにもかかわらず「由緒正しき軍人の家系で勇猛果敢、名のある貴族は全て友人」などというホラの自慢話や、知ったかぶった話を延々と話す（戦闘中もそのような嘘の伝統や武勲を延々と話す）。与えられた部屋も、いかにも名門の軍人貴族の部屋のように剣や絵画を飾っている。凝った意匠の剣（最初は破壊の剣「スペッツァ・フェッロ」。最後は正義の剣「スパヴェンタ」）を武器とし、相手に突き刺して電流を流す「血と雷」（サングレ・イ・フェーゴ）や、剣を持つ左腕を高速で動かす乱れ突き「撃破」（フラカッソ）という技を用いる。また、足の裏からジェット噴射機能があり空を飛ぶことも出来る。
鳴海らがシャトルの発射場へ向かう最終盤、3,000体の人形を率いてローエンシュタイン大公国の彼らの拠点を襲撃する。発射した列車を追いかけようとするが、ギイの捨て身の戦闘によって配下の人形は全滅させられてしまい、作戦は失敗してしまう。その後、他の幹部級の人形らと列車を追跡して追いつくが、そこで勝と戦うこととなる。勝に死を覚悟させ、「強い」と言わしめるほどに追い詰めるが、自身の思想を否定され激昂したところを、祖父・正二から受け継がれた「伝統の技」見浦流万風不帰剣「転」によって、勝に、その長ったらしい妄言ごと真っ二つに斬られ破壊される。
ブリゲッラ・カヴィッキオ・ダ・ヴァル・ブレンバーナ
声 - 陶山章央 / 演 - 中澤まさとも（有限会社トリトリオフィス）（2012年・第2弾）、田中尚輝（2019年・第2弾）
「最後の四人」の一体。顔も目以外を覆うほど全身を包むようなコートに、帽子を目深に被った容姿の男性型の自動人形。他の三体と比べると大人しい性格。徒手での格闘や武術に興味を持ち、人間の格闘技で戦うことを好む。武術の技術や知識の取得に余念がなく、生身の人間からアフリカ象まで実験台に使うほどで、そのために中国武術の達人である鳴海に興味を持つ。機械の腕になって発勁ができなくなった鳴海の打撃を見切ったり、アルレッキーノの炎も通じないなど防御にも優れる。実は本来の武装としては強力な小型ミサイルを体中に何十と搭載しているが、「戦闘をしている実感が無く味気ない」として忌み嫌っている。むしろ、「素手の闘いは自分が優れていることを証明できるから好きだ」として格闘技を好むようになったきっかけとしている。
「最後の四人」の一体として登場するが、終盤までは他の三体と比べて目立った行動は少ない。物語の最終盤、シャトルの打上場へ向かう列車に対し、ハーレクインと共に襲撃を行う。迎撃に出てきたアルレッキーノと対峙し、自慢の格闘技で迎え撃とうとするものの、彼のリュートの音波を使った遠隔攻撃によってまったく手も足も出ず、追い込まれてしまう。だが、コンプレックスさえ感じていたミサイル攻撃で瞬く間に勝利を収める（この時、無自覚にミサイルで敵を仕留める快感に持つようになる）。その後、念願だった鳴海と列車上で戦うこととなるが発勁ができなくなっていた彼を圧倒してしまう。その残念な勝負内容に腹を立て、武術家にとって屈辱的な死を与えるとしてミサイルで仕留めようとするが、これが鳴海に拳法を習い始めた時の基本を思い出させてしまい、形勢逆転をされてしまう。この時になってミサイルで相手を殺す快感に目覚めたことを自覚し、それが敗着原因になったと悔やむが時すでに遅く、彼の掌打により大破し、転落したところを列車に轢かれて完全に破壊される。
ディアマンティーナ
声 - かないみか / 演 - 工藤沙緒梨（2012年・第2弾）、鈴木桃子（2019年・第2弾）
「最後の四人」の紅一点。縦ロールの髪に大きなリボンを結わえ、黒いワンピース型のゴスロリ衣装を着用した少女型の自動人形。殊更に自分に自信を持ち、高飛車な性格。造物主であるフェイスレスの恋人を自称しており、プライベートでは美しくあるために人間の血の風呂に浸かるという趣味を持つ。様々な種類があるクマの人形「クマちゃん」を武器とし（特に爆発攻撃を決定打とする）、小鳥の人形「トリちゃん」で防御する。「最古の四人」の紅一点であったコロンビーヌとは、恋愛に興味を持つなどの共通点も多いが、ディアマンティーナは殊更に彼女を旧型として馬鹿にしていた。
モン・サン・ミッシェルでの戦いにおいて、裏切ったコロンビーヌと戦うこととなる。当初は旧式と侮って余裕を見せていたが、すぐに蟲使いたる彼女の能力で、攻撃を完封され焦る。ところが、彼女が勝とエレオノールを助けるために蟲の防御を解いたことで勝利を収め、その動機を聞いて、さらにコロンビーヌを罵倒する。しかし、そこで彼女より本当の恋愛について説かれ、フェイスレスがディアマンティーナに向ける愛情は、便利な道具を愛するのと同じ愛であって、人間同士の愛情ではないと指摘される。これを一蹴するも内心では焦るようになる。
最終盤、シャトルの打上場へ向かう列車での攻防において、シャトルを直接狙おうとするが、そこで勝と出会い、フェイスレスの計画が失敗したことを知る。そこでシャトルに密かに乗り込み、フェイスレスに会いに行く。そして、勝とフェイスレスの最終対決の最中、ちょうどフェイスレスが自身の身勝手な愛を誇った場面で乱入し、「アルファー」に爆弾を仕掛けたと脅した上で、フェイスレスに自分を一番愛する存在と認めるよう迫る。そのため、フェイスレスに分解されるが、停止する直前に彼をナイフで刺した上に、爆弾を起動させ心中を図り機能を停止する。この「自分が好きなんだから相手も自分が好きなはず」という厚かましい姿は、フェイスレスに200年に渡る身勝手な愛の醜さを自覚させるきっかけとなる。

### 新・真夜中のサーカスの自動人形
「しろがね」との最終決戦を生き残り、フェイスレスに新型ボディーに換装された者や新たに作られた自動人形で構成される。
フラッシュ・ジミー
声 - 坂本くんぺい / 演 - 瀬谷和弘（2012年・第2弾）
「新・真夜中のサーカス」の形式上の団長。また「O（オー）」に対する自動人形達の代表。
4本の腕を持つ肥満体の中年男性型の自動人形。物語前半の「真夜中のサーカス」時代は、低級の人形で、首から下げたカメラを使ってカメラマンとして活動し、様々な風景やゾナハ病に苦しむ人々の写真をとるのが趣味で、撮影した直後にその作品のタイトルを考える癖がある。「真夜中のサーカス」がアメリカに移動した際に登場し、そこで彼が残した写真が、鳴海らが中国へ向かうきっかけとなる。
物語後半では「新・真夜中のサーカス」の団長に昇格し登場する。他の自動人形らと同じくフェイスレスの改造を受けており、同じく新型に換装された自動人形や新たに作られた自動人形の代表として振る舞う。特にフェイスレスの勝に対する「ゲーム」のサーカス側の刺客を決める際には、「O（オー）」側の代表であるナイアと対立する。他の自動人形らと同じく、かつて幹部だったが旧型のボディで復活した「最古の四人」を小馬鹿にする一方で、自身が元々低級であったことを気にしている。
登場は少ないが、黒賀村を襲撃した際に三牛親子を脅して以降はスパイ行為をさせていたことが終盤で明らかとなり、シャトルの輸送計画を知る。カピタンと共に3000の自動人形を率いて人間達の基地を攻撃するが、そもそも裏切りに勘付いていたギイの策謀と捨て身の迎撃でほとんど破壊されてしまう。その後、カピタン以下、残った数体の人形と列車を追いかけ、三牛親子のいる車両に乗り込むも、ギイが残した言葉がきっかけとなり、三牛親子に離反される。そこで粛清しようとしたが、彼らの捨て身の反撃と、エレオノールの血付きナイフで刺されたことにより破壊される。親子共に列車から転落したが、親子は生きており、最終巻でジミーの残骸が確認できる。
登場頻度は少なく、ジミー自体も重要キャラクターではないが、しばしば物語進行の重要な要素になっている。上記の鳴海らが中国へ行くきっかけや列車襲撃以外にも、サハラ決戦で破壊された「最古の四人」の三体を運び出し、後の復活に繋げている。また、最後、勝が鳴海にエレオノールを助けに行くよう願った時に使ったカメラはジミーのものである。
トルネード・ラプソディー
勝が「ゲーム」において最初に戦った青年の自動人形。全身からラッパ状の管が生えており、「真夜中のサーカス団」の楽士を名乗る。一見すると普通の人型だが、実際は二つの上半身を持つ異形で、クールな青年と熱血な青年の人形が組み合わさったような形をしており、それぞれが意思を持つ（互いを「ブラザー」や「兄弟」と呼び合う）。真の姿は脚部が結合した2人の青年といった姿で、それぞれの腹部に回転する刃を持つ。当初のクールな方はラッパ状の管を伸ばして周囲のコンクリートを抉り、相手に一斉に飛ばす「クラッシュンド」という技を用いる。真の姿では名前のトルネードの通り、腰についている刃をプロペラのように回転させ体当たりを行う。
黒賀村の人形相撲の夜、勝への最初の刺客として現れる。勝が用いた傀儡はジャック・オー・ランターン。最初はクールな方のみで、必殺技「クラッシュンド」で勝にダメージを与えるも、これを逆用され敗北する。熱血な方が登場して真の姿に代わり、異形の姿の敵とは初対決の勝を追い込む。最終的に処理を確信するも、ジャック・オー・ランターンではなく、勝から直接ロケット弾を口に突っ込まれ、爆発で破壊される。
シルベストリ
帽子とコートを羽織った落ち着いた老紳士風の自動人形。「真夜中のサーカス」時代から存在する。左手や体内に内蔵した剣を武器とする剣術の達人で、自動人形らの中でも伝説と呼ばれる存在。アプ・チャーと同様に人間社会に溶け込んで「笑い」を研究しようとし、パリの街角で椅子に座り、日がな人間を観察していた。特に「人間はなぜ群れるのか」を至上命題としており、ケニスから哲学者とも揶揄される。「新・真夜中のサーカス」でも旧型ボディになった「最古の四人」を小馬鹿にする風潮にあって、変わらずパンタローネとアルレッキーノを尊重するなど、他の自動人形らとは異なる言動を見せる。
十数年前、いつものようにパリで人間観察の日々を送る中、鈴蘭売りの少女と出会う。売上を奪われた彼女を何故か助け、以降、彼女が定期的に話しかけてくるという不思議な交友関係を現代まで続け、結果として少女の成長を見続けてきた。少女がなぜ自分に話しかけてくるのかという感情や動機を理解することができず、「人間はなぜ群れるのか」という命題を持つに至る。
「新・真夜中のサーカス」が結成されてからもパリにいたが、フェイスレスによる勝への「ゲーム」が佳境に達し、フェイスレスから面白い奴として招集を受ける。アルレッキーノとパンタローネを同時に相手させられるも難なく倒し、次の勝への刺客に選ばれる。勝との勝負では彼の剣術や傀儡の腕に感心するも苦戦させ有利に事を進める。しかし、「人間はなぜ群れるのか」への勝の答えに激昂して激しい剣戟戦となった末に、正二から受け継がれた剣術（人間が群れた結果、進化させてきた技術）によって切断され破壊される。機能停止する間際、永年抱いていた疑問への答えを悟り、自分も人間たちの輪の中に入りたかったと気づく。
ドクトル・ラーオ
声 - 山内健嗣
サーカスの調教師を模した男性型の自動人形。紳士的な言動をするが性格は残忍。機械では再現できない「野生」を自動人形に備えさせるため、野生動物の脳を組み込んだ機械の獣「幻獣」を操り、武器とする。これは機械的に指揮下に置いているわけではなく、調教によって行っている。昔から野生動物の脳をいじってより凶暴化させるなどの実験を行っており、リーゼのトラウマであるビーストを生み出した張本人。
「新・真夜中のサーカス」がエレオノールを捕まえるため、黒賀村を襲撃した際、リーゼと対峙する。当初は異形の幻獣に戸惑うリーゼに有利に事を進めるが、機械ではなく実際の動物の脳を使っているということから、彼女が自分を取り戻し、逆に「魔眼」で幻獣達を彼女のコントロール下に置かれてしまう。これにプライドを傷つけられ、彼女を殺そうとするものの撤退命令が出たため諦める。
モン・サン・ミッシェルの戦いで再登場し、勝を追って来たリーゼと再対峙する。前回より更に多くの幻獣を率い、彼女を自分では支配できず「失敗作」の烙印を押した凶悪な幻獣のいる檻へと追い込み、その死を確信する。ところが、リーゼが「魔眼」でこの凶悪な幻獣らを手なずけてしまい、恐れをなして逃亡を試みるが、リーゼに操られた「幻獣」によって破壊される。
ワイルド・ウエスト・ジェーン
声 - 鷄冠井美智子
四本の腕にカウガールの衣服を纏い、背に2丁のライフルを背負うウエスタンな容姿の女性型の自動人形。額には林檎の模様がある。テンションが高く、他者を平然とバカにする高飛車な性格。セリフの「ん」が「ン」になっているのが特徴。ライフルとナイフ投げを武器とする。アメリカを拠点としてゾナハ病を撒いており、ゾナハ病を患って弟が亡くなったヴィルマの直接の仇敵にあたる。
「新・真夜中のサーカス」がエレオノールを捕まえるため、黒賀村を襲撃した際、ヴィルマと対峙する。その台詞から弟の仇だと判明したヴィルマと一騎打ちになるが、難なく彼女を追い込む。その後、最終盤の列車での攻防戦で再登場し、カピタンらと共に列車を追跡し、襲撃する。ヴィルマからの再挑戦を受け、列車の屋根で戦う。変わらず圧倒的な実力差でヴィルマを追い詰めてトドメを刺すが、相打ちで彼女のナイフも額に突き刺さり破壊される。本来、普通のナイフであれば致命傷にはならなかったが、かつてヴィルマがエレオノールと戦った際に彼女の「しろがね」の血が付着したナイフだったために、一撃で破壊された。
レディ・スパイダー
声 - 岡田恵
上半身はドレスを着た貴婦人だが、下半身は巨大な蜘蛛という異形の自動人形。言動は淑女だが、自動人形として性格は残忍で物騒な台詞を平然と言う。偶然だが亡くなった仲町の妻フサエに顔が似ている。
「新・真夜中のサーカス」がエレオノールを捕まえるため、黒賀村を襲撃した際、仲町親子の前に現れ、フサエに似ているために、彼らを動揺させる。最終盤の列車での攻防戦で再登場し、カピタンらと共に列車を追跡し、襲撃する。待ち構えていた仲町親子の迎撃を受け、彼らのサーカス芸を駆使した戦法の果てに、最期はエレオノールの血がついたナイフで刺され破壊される。
ブロム・ブロム・ロー
声 - 佐藤健輔
「ハリー」争奪部隊のリーダーである自動人形。人形ではあるが道化師の格好をしたカエルのような姿をしており、足は腕になっている。冷静かつ博識で非戦闘中は読書をしており、作中ではカール・ヤスパースの著書の引用を行い、「限界状況」に興味を持つ。その上で人は「限界状況」を突破できないと言い、あざ笑う。基本的な攻撃手段は剣であるが、体内から無数の空中ブランコを放出することができ、それを用いた移動などで空中戦に長ける。また同じ要領でミサイル状に攻撃できるドリルも発射できる。さらにその身体は数珠繋ぎになった球体で構成されているがゆえに、鳴海やミンシアの武器である衝撃を用いた拳法の打撃が効かない。
ドリル・セプテンバーと共に研究所の最深部まで到達し、「ハリー」目前にまで迫る。突入してきた鳴海とミンシアを迎え撃ち、最初はミンシアを難なく倒し、彼女の腕を斬り落とすといった重傷を与える。続いて激昂する鳴海と戦い、上記の理由から有利に戦うものの、「限界状況」を越えた鳴海によって最期は徹底的に破壊され敗北する。
キャラクターデザインは、週刊サンデー本誌で募集した「自家製からくり大賞」で自動人形賞一位になった読者のものである。その旨が初登場時にも紹介されると共に最終巻（第43巻）においても、『機械仕掛けの神オートマータ「ブロム・ブロム・ロー」デザイン』としてクレジットされた。
バス・ナッシュ
声 - 宮本淳
「ハリー」争奪部隊の一員で、研究所周辺の警戒をしていた人形のまとめ役の自動人形。ウッドベースに顔と手をつけたような形で、ジェットによる飛行も可能。阿紫花に気を取られて鳴海達の侵入を許してしまい、その後ジョージと対戦する。闘いながらも自身に張られた弦を弾いて演奏する余裕を見せ、音楽家を気取ってジョージを翻弄するが、ジョージから「私もおまえも、ただのメトロノームだからな!!」と音楽ができない理由を言われ、そのまま壊される。
クピディアー
声 - 神谷浩史
「ハリー」争奪部隊の一員として登場した自動人形。外見は竪琴に羽を持つ美青年の天使で、美しさに執着する。見た目通りに飛行能力を持ち、竪琴からは無数の矢「クビドアロー」を乱射できる。形は矢だが超小型のミサイルであり、爆発し、威力は高い。同じく美しさで有名なギイに興味を持ち、彼との戦いを望むと同時に、彼の無感情なあり方を自分たち自動人形に近いと捉え、仲間にしたいとすら思っている。
研究所に突入してきたギイと念願の邂逅を果たし、上記の通り、仲間にならないかと誘う。しかしギイから人間の感情の発露の形を理解していないと指摘され、クピディアーとの会話でギイ自身が静かな怒りに燃えていることを説明される。その際の臨戦態勢に入ったギイの様を思わず美しいと漏らして隙きを見せてしまい、気づいて慌てて反撃しようとするが、そのまま醜い形相のままで破壊される。
ギャンブラー・ジョーンズ
声 - 高口公介
「ハリー」争奪部隊の一員として登場した自動人形。名前の通り、相手にギャンブル勝負を仕掛け、勝つことで命を奪うことも含めた代償を相手に課す。体内にはカジノルーレットといった道具のほかに、相手から負け分として取り立てた身体の一部も含めた物品を収納している。ただ相手を殺すのではなく、最初は女装させるなど辱めてから殺すという風に、相手をいたぶりながら戦うのを好む。
研究所内部で警備員たちをギャンブル勝負で殺した後、そこにやってきたミンシアと戦うこととなる。ルーレットやコイントスを提案し勝負するが、直情的で運の弱いミンシアに難なく勝利を重ね（あまりにも彼女が弱すぎて呆れ返るほど）、その代償として恥ずかしい格好をさせていく。そして最終的に弱い彼女を更にいたぶるためゾナハ病患者の子供たちの命をチップにすることを提案し、コイントス勝負を行う。しかし、開き直った彼女から、コインを投げる振りをして、気の籠もった一撃を顔面に受け、擬似体液が沸騰して破壊される。
ドリル・セプテンバー
声 - 松本忍
「ハリー」争奪部隊の一員として登場した自動人形。頭部、両腕、足の指先がドリルでできた道化師型の人形。背中にも無数のドリルがある。これらドリルを武器とし、背中のものは飛ばして攻撃することもできる。
ブロム・ブロム・ローと共に研究所の最深部まで到達し、「ハリー」目前にまで迫る。いよいよ破壊する土壇場で突入してきた鳴海と戦闘に入り、手数で彼を圧倒するかに見せたが、すべての攻撃を見切られ、最期はカウンターとして放たれた顔面への蹴りの一撃で破壊される。
ピンボール-「K」
ピンボールマシンのような姿を持つ四足歩行の自動人形。背中に大砲、頭部にはマシンガンを内蔵しており、勝の乗ったロケットを撃ち落とそうとするが、阿紫花英良に阻まれ相撃ちとなる。

### O（オー）
「しろがね-O」の中で、フェイスレスの甘言に乗り、「しろがね」らを裏切って「新・真夜中のサーカス」に参加した者たち。基本は、自動人形との戦いに人生を費やしたことに疲弊したり、死を恐れるようになって参加を決めたという。
従来の「しろがね-O」が身体の一部を機械化させただけなのに対し、「O」は全身が機械でできたアンドロイドであり、本来の肉体から人格や記憶をインストールさせたものである。そのため本体が死なない限り、何度でも復活することができ、死を恐れる必要がないという。また、「しろがね-O」自体が自分たちを優れた存在と自賛していたように、「O」にもその傾向があり、仲間となった自動人形達に対しては、元が人間であるため繊細な思考が可能（同時に自動人形らは繊細な思考ができないという侮蔑でもある）だと自賛する。
ナイア・スティール
声 - 木下紗華 / 演 - 神里まつり（2012年・第2弾）
「しろがね-O」の隊長（アメリカ総括リーダー）。後に「新・真夜中のサーカス」のO部隊隊長。また実は「最古のしろがね」の一人。
褐色肌で妙齢の女性の「しろがね」で、いかにも女軍人といった苛烈な性格。物語前半では「しろがね-O」の隊長として、司令であるフェイスレスの片腕とも呼ばれる存在であったが、後述の経緯から実は「しろがね」を裏切っており、物語後半では「新・真夜中のサーカス」の幹部として登場する。
若いアメリカ人風の容姿と名前だが、出自はクローグ村の惨劇を経験した「最古のしろがね」であり、アルメンドラによれば本名はクレール。当初は他の「しろがね」と同じく復讐のため人形破壊の人生を送っていたが、次第に死を恐れるようになったこと、また、人形破壊に人生を費やしたことに嫌気が差し、フェイスレスに提案された「しろがね-O」及び「O部隊」の改造手術を受ける。O部隊の特性ゆえに、死を恐れず、若い肉体で活動できることに歓喜しており、そのため、フェイスレスを信奉し、「しろがね」を裏切ったことにも未練がない。上記の経緯から、本体は既にかなり老いた老婆である。
サハラ決戦で登場するが、「ゲーム」の提案のため、最初に「真夜中のサーカス」のテントに入り、ドットーレらに見せしめのために殺されてしまう。しかし、O部隊の特性ゆえに実は死んでおらず、「新・真夜中のサーカス」の幹部として再登場する。フェイスレスによる勝への「ゲーム」では、O部隊の優秀性を主張して、自動人形部隊のリーダーであるフラッシュ・ジミーと対立する。その後、モン・サン・ミッシェルの戦いでは、勝と裏切ったコロンビーヌと戦うこととなるが、その最中に勝らにO部隊の本体が眠る場所を暴かれてしまう。スリープ状態の本体たちが目覚め場が混乱する中で、もはやコンプレックスとなっている自分の本体を勝に見られることを恐れて、彼を殺そうとするが、決死のエレオノールが渡した「あるるかん」を操る勝に破れる。その後、目覚めた自分の本体に纏わり付かれるが、本体と共に死んだのかどうかは作中で明かされない。
カール・シュナージー
声 - てらそままさき
「ハリー」争奪部隊の「O部隊」代表。スキンヘッドの中年男性で、「しろがね-O」の特徴である白目や無表情、自分たちを優れた存在とみなし、他者を見下すなどの特徴をそのまま持つ（そのため、過去のジョージ・ラローシュを彷彿とさせる）。攻撃方法は、ジョージと同様に球の中に入り、中から球を自在に操るクロスカーボン製「驚異の球」（ヴンダー・クーゲル）を使う。素材の強度、球の基本回転速度はジョージのボラ・ミステリオサを上回り（ジョージの毎分300回転に対し、毎分1000回転）、彼の上位互換の性能を持つ。「しろがね」を裏切り、「新・真夜中のサーカス」についた動機としては、地球を穢す人間を抹殺して自然を守るためだとして、後に明らかとなる「O部隊」のメンバーとは異なる。
レイ疫病研究所を襲撃し、ジョージの迎撃を受ける。上記の通り、基本的に彼の上位互換の性能であるため、一方的な展開となり、ジョージを追い詰める。しかし、子供たちの支えによって精神力で限界を超えたジョージの攻撃を受け、球ごと破壊され敗れる。後に「O部隊」には本体がいて死なないことが明かされるが、彼の本体がどうなったかは不明である。

## ローエンシュタイン大公国
スイスとフランスの堺に位置し、面積は埼玉県より少し小さく、人口50万人ほどの小国。元首は大公の立憲君主制。からくり編の「ラ プランセス ドゥ マヌカン」の舞台。また物語終盤でも主人公らの拠点となる。
エリ・アダム・ドゥ・ランベール・ティローム
ローエンシュタイン大公国の公女。通称エリ公女。18歳。
公女らしい品のある美女。「「柔らかい石」は、いい笑顔の者に」に基づく有力候補として作中に登場するが、その笑顔は儀礼的であり、鳴海からはマネキン人形みたいだと形容される。外からは華やかに見える一方で、公女として既に政治的に動くことを要請され、また、父と叔父の確執に晒されているなど、叶うならことなら自らの死を望むほどに自分の精神を殺すことに慣れてしまった生活を送っていた。かつて人形を燃やすお祭りを通して、自らをマネキンに形容しており、これも上記の鳴海のマネキンみたいという台詞に衝撃を受ける原因となっている。しかし、鳴海との出会いを通して自然な笑顔を取り戻すようになり、物語終盤では「しろがね」の協力者として、国の施設を提供する。また鳴海とのかかわり合いの中で、長かった髪をばっさりと切り、ショートカットにする。
18歳の誕生日を迎え、公式に公務デビューする最中に、アプ・チャー及びギュンター侯の思惑によってその身柄を狙われる。そこを「柔らかい石」の行方を追ってやってきた鳴海に助けられ、以降、彼とのやり取りや身分を隠して市井の人々と接することで押し殺していた自分の在り方を問い直していく。編の終盤、自らに変装したアプ・チャーと対峙し、自ら決着を付ける道を選び、マネキンみたいな自分と決別し、人間らしさを取り戻す。この一連の出来事を通して鳴海に恋心を懐き、最後に間接的にアプローチするが断れ、潔く諦める。この後、今度は自分の意志を明確にして父に反対意見を述べるといった成長ぶりが描かれる。
物語終盤「機械仕掛けの神編」で再登場する。しろがねの協力者となり、その過程でフウとも親しくなっており、彼から、彼の血が入ったワインを飲まされたことでゾナハ病に対する耐性を獲得していた。鳴海を愛する者として、同じエレオノールやミンシアのことも理解し気にかけており、自動人形側の人間として疑われ孤立していたエレオノールを励ましたり、彼女に激しい敵意を抱くミンシアに、エレオノールが密かに血を皆に与えていた真実を教えて、二人が和解する切っ掛けを作る。
エピローグでは再び髪を伸ばし、女優として大成したミンシアとの会話の中で、父の右腕として政務に勤しんでいることが明かされる。
ジャン・アダム二世
ローエンシュタイン大公国の元首（大公）。エリの父。
為政者として国の発展を気に掛けハイテク産業を呼び込もとうするなどしている人物。一方で診療所に対する予算を拒絶するといった面も見られる厳しい人物。エリをマネキン人形のような人格にしてしまった張本人でもあり、エリとアプ・チャーの変装を見分けることもできなかった。
ギュンター侯
ジャン・アダムの兄。侯爵。エリの伯父。
車椅子に乗り点滴を受けた痩せた男。外見通り病弱であり、それゆえに継承権を外され弟が大公になったという経緯を持つ。このため弟に恨みを持ち、妨害などを行ってきたという。十年程前にアプ・チャーと出会うと彼女に唆され、健康なカラダと永遠の命を貰える約束を取り交わして、エリの体内にあるという「柔らかい石」を狙うようになる。最初はアプ・チャーを不気味に感じていたが十年の月日を得て愛するようになっており、最期は燃える舞踏会場にてアプ・チャーと運命をともにする。
ベイン
ギュンター侯の部下。
白スーツにサングラスの男。ギュンター侯が雇った私兵のリーダーであり、アプ・チャーや彼女が製作した自動人形と共にエリの誘拐作戦に従事する。あくまで普通の人間であり、しろがねを見くびって酷い目に遭い、また最終的には燃える舞踏会場にてアプ・チャーに執着するギュンター侯を見捨てて逃げ出す。しかし、ルシールは人間としてはあれで良いと評し、ギュンター侯のように自分の方針を変えられず破滅するよりは、自分が倒れそうになったら逃げるという選択をとれるのが人間だとし、思い悩むエリを諭す。

## その他の登場人物
シャロン・モンフォール
声 - 半場友恵
フランスはカルナックの女性教師。
お淑やかな若い女性教師。からくり編においてフラーヴィオ率いる自動人形らに、生徒の子供たちと共に襲われてしまう。恐怖で動けなくなっていたところをタニアに叱咤され、子供たちを守るべく動き、活躍する。これによって子供たちを守り、フラーヴィオを破壊することに成功するも自身は深い傷を負い、心肺停止状態に陥ってしまう。そこで鳴海が自身の血（正確には、その中に含まれる「生命の水」）を飲ませたことで息を吹き返し生還する。
「機械仕掛けの神編」においてフェイスレスが世界中のゾナハ病を活性化させた際には、鳴海の血液を飲んでいたことから病にならず、タニアの最期の言葉を胸に、フランス各地を巡って屋外で重症化していまった患者たちを屋内に入れる活動を行っていた。また外見もバンダナを巻いて、ショットガンで武装し、ワイルドな格好をしている。その最中にローエンシュタイン公国に向かう勝と偶然に出会い、彼に食事を提供する。その際に、自分が鳴海によって助かったことを話したことで、勝に彼の生存を教えることとなる。旅立つ勝に「今度は、あなたが助かって」と鳴海に対する伝言を頼む。
上田織江
声 - 高田憂希
勝の小学校のクラスメート。

## 本作に登場した動物
ビースト
これまでに何人もの動物調教師を再起不能にした伝説を持つトラで、リーゼの双子の姉を殺した張本人。
サーカス団を経て日本で来ていたが、檻をぶち破り逃走する。非常に頭が良く狡猾で、多少の銃弾や麻酔弾、毒薬など全く意に介さない生命力を持ち、エレオノールの人形繰りでは追いつけないほどの速さで動く。トラックを運転したりもしていた。ガス爆発の中でも生きながらえるなどタフさを見せたが、最後はリーゼの魔眼に屈し、ドラムの尻尾の棘を額に穿たれ絶命した。実はオートマータのドクトル・ラーオが幻獣を作るに当たり、人間のサーカスから盗み、脳を実験した虎であることが判明した。
ドラム
ビースト退治のためにリーゼと共にやってきたライオン。額にある長いキズは、過去にビーストによってつけられたもの。尻尾の房毛の中に一本の猛毒の棘を持っており、象を殺せる毒薬を大量に撃たれても死ななかったビーストを一撃で仕留めた。事件収拾後、とある動物園に預けられ、その後の経緯は不明だが、最終巻で「ドラム二世」の存在が語られた。

## 登場人物たちの関係
以上、10年にわたって語られた物語における登場人物たちはその大半が、(1)『フランシーヌの血縁』と(2)『白兄弟の遺伝』の2系統によって大まかな組み分けを行うことが可能である。

### フランシーヌの血縁
人間フランシーヌを中心に表記するため、姓については一部省略。
```
　　　　　フランシーヌの母　━┳━　夫
　　　　　　　　　　　　　　　┃
　　　　　　　　　　　　┏━━┻━━┓
　　　　夫  ━┳━ルシールの母  フランシーヌ（姉）
　　　　　　　┃
　　　　   ルシール　 　 ━┳━　夫
　　　　　　　　　　　　　 ┃
　　　　　　 ┏━━━━━━┻━━━━━━━━━━━━━━━━━━━┓
 　　　　　　┃　　　　　　　　　　　　　　　　　　　　　　　　　　┃
　　アンジェリーナ　━━┳━━　成瀬正二郎（才賀正二）　 　　　息子（弟）
　　　　　 　　　　　　 ┃　　　　 　　　　 　　　┃（養子縁組）
　　 　　　　　　　エレオノール（しろがね）　　　 ┃
　　　　　　　　　　　　　　　　　　┏━━━━━━┻━━━━━━━━┓
　　　　　　　　　　　　　　　才賀貞義（ディーン・メーストル）　　才賀善治（孤児）
　　　　　　　　　　　　　　　　　　┃
　　　　　　　　　　　　　　┏━━━┻━━━━━━┓
　　　　　　　　　　その他異母兄弟（孤児）　　才賀勝（養子）
```

### 白兄弟の遺伝
基本は血縁ではなく生命の水（アクア・ウイタエ）や自動人形（オートマータ）などの技術的な流れで表記。
『』は人間、【】は自動人形（オートマータ）の登場人物。どちらも登場人物が多いため、可能な限り団体表記。強調をつけられた者に対しては各自の項目参照。
```
　　　　　　　　　　 白銀　　　　　　　　　　白金
　　　　　　　　　　　┃　　　　　　　　　　　┃
　　　　　　　　『最古のしろがね』　　　【
フランシーヌ人形
】【最古の四人（レ・キャトル・ピオネール）】
　　　　　　　　　　　┃　　　　　　　　【初期の
真夜中のサーカス
のオートマータ】
　　　　　　　　　　　┃　　　　　　　　　　　┃　　　　　　┃
　　　　　　　　　『しろがね』　　　　　　　　┃　　【
真夜中のサーカス
のオートマータ】【
偽フランシーヌ人形
】
　　　　　　　　　　　┃　　　　　　　　　　　┃
　　　　　　　　　『
加藤鳴海
』　　　　　　　　┃
　　　　　　　　　　　　　　　　　　　　　　　┃
　　　　　　　　　　　　　　　　　　　　　『
しろがね犬
』
　　　　　　　　　　　　　　　　　　　　　　　┃
　　　　　　　　　　　　　　　　　　『白金の記憶を受け継いだ少年（
フェイスレス
）』
　　　　　　　　　　　　　　　　　　　　　　　┃
　　　　　　　　　　　　　　　　　　　『しろがね-O』『O（オー）』（元はしろがね）
　　　　　　　　　　　　　　　　　　　　　　　┃
　　　　　　　　　　　　　　　　　【最後の四人（レ・デルニエ・キャトル）】【
新・真夜中のサーカス
のオートマータ】
　　　　　　　　　　　　　　　　　　　　　　　┃
　　　　　　　　　　　　　　　　　　　　　『
白金<クローン>
』
　　　　　　　白家（白兄弟の生家）
　　　　　　　　┃　　　　　┃
　　　　　　　　┃　　『白金の記憶を受け継いだ少年（後の
フェイスレス
）』
　　　　　　　　┃
　　　　　　　　┃
　　　　　　　　┃
　　　　　　『
梁 剣峰
』
　　　　　　　　┃
　　　　　　『
梁 明霞
』
```